# Liste der Kulturdenkmale in Thalheim/Erzgeb.

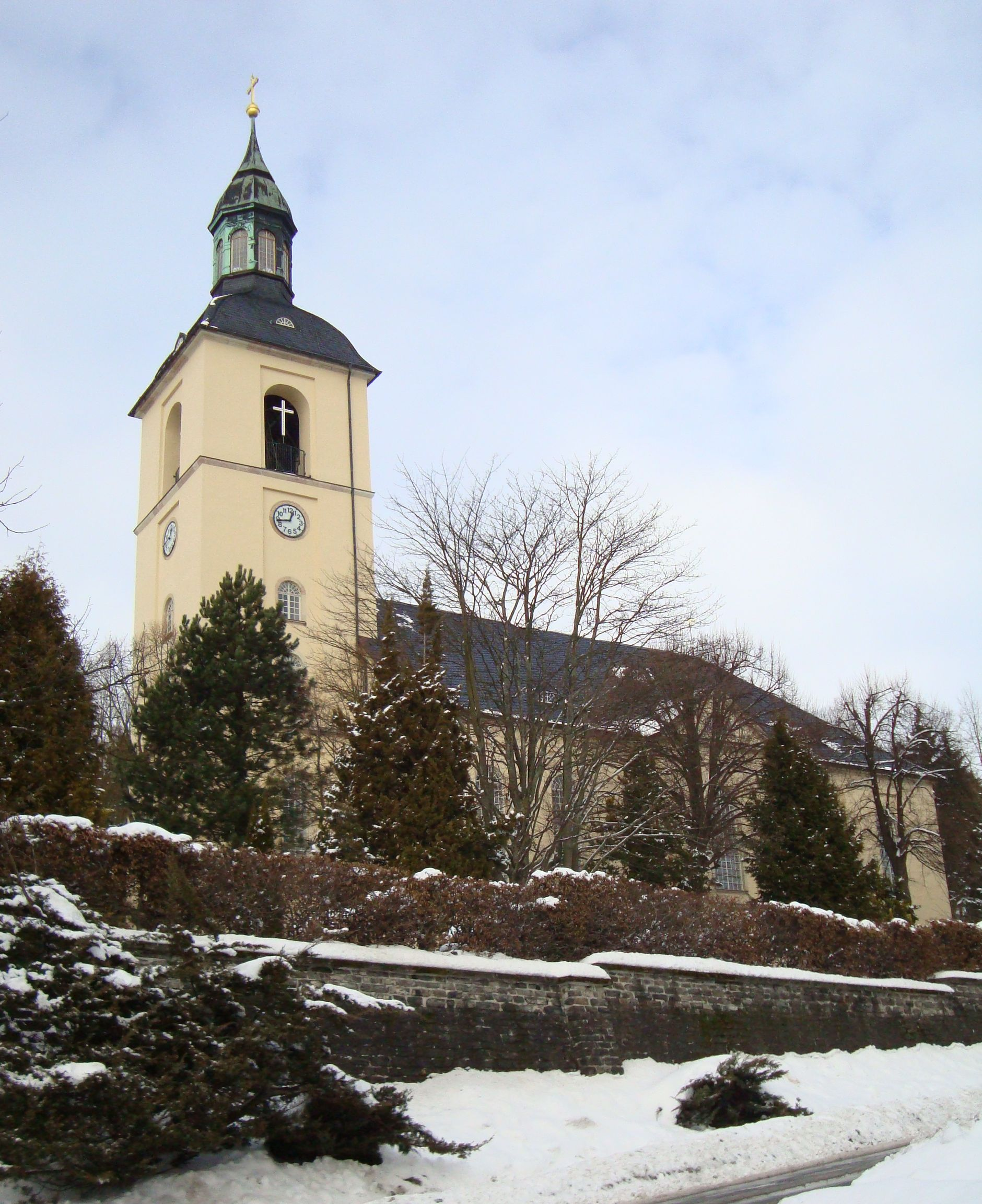
Stadtkirche von Thalheim

Die Liste der Kulturdenkmale in Thalheim/Erzgeb. enthält die Kulturdenkmale in Thalheim/Erzgeb.
Diese Liste ist eine Teilliste der Liste der Kulturdenkmale in Sachsen.

## Legende
- Bild: Bild des Kulturdenkmals, ggf. zusätzlich mit einem Link zu weiteren Fotos des Kulturdenkmals im Medienarchiv Wikimedia Commons. Wenn man auf das Kamerasymbol klickt, können Fotos zu Kulturdenkmalen aus dieser Liste hochgeladen werden:
- Bezeichnung: Denkmalgeschützte Objekte und ggf. Bauwerksname des Kulturdenkmals
- Lage: Straßenname und Hausnummer oder Flurstücknummer des Kulturdenkmals. Die Grundsortierung der Liste erfolgt nach dieser Adresse. Der Link (Karte) führt zu verschiedenen Kartendiensten mit der Position des Kulturdenkmals. Fehlt dieser Link, wurden die Koordinaten noch nicht eingetragen. Sind diese bekannt, können sie über ein Tool mit einer Kartenansicht einfach nachgetragen werden. In dieser Kartenansicht sind Kulturdenkmale ohne Koordinaten mit einem roten bzw. orangen Marker dargestellt und können durch Verschieben auf die richtige Position in der Karte mit Koordinaten versehen werden. Kulturdenkmale ohne Bild sind an einem blauen bzw. roten Marker erkennbar.
- Datierung: Baubeginn, Fertigstellung, Datum der Erstnennung oder grobe zeitliche Einordnung entsprechend des Eintrags in der sächsischen Denkmaldatenbank
- Beschreibung: Kurzcharakteristik des Kulturdenkmals entsprechend des Eintrags in der sächsischen Denkmaldatenbank, ggf. ergänzt durch die dort nur selten veröffentlichten Erfassungstexte oder zusätzliche Informationen
- ID: Vom Landesamt für Denkmalpflege Sachsen vergebene, das Kulturdenkmal eindeutig identifizierende Objekt-Nummer. Der Link führt zum PDF-Denkmaldokument des Landesamtes für Denkmalpflege Sachsen. Bei ehemaligen Kulturdenkmalen können die Objektnummern unbekannt sein und deshalb fehlen bzw. die Links von aus der Datenbank entfernten Objektnummern ins Leere führen. Ein ggf. vorhandenes Icon  führt zu den Angaben des Kulturdenkmals bei Wikidata.

## Thalheim/Erzgeb.
| Bild                                    | Bezeichnung | Lage                                        | Datierung                             | Beschreibung | ID       |
| --------------------------------------- | --- | ------------------------------------------- | ------------------------------------- | --- | -------- |
| Direkt Bild zu diesem Denkmal hochladen | Fabrikgebäude (Anschrift: Chemnitzer Straße 40–40c und Kurze Straße 1a)                                                                                | Kurze Straße 1a (Karte)                     | 1924, laut Bauakte (Fabrikgebäude)    | Für den Strumpffabrikanten Gustav Drechsel errichteter zeittypischer Bau mit repräsentativ gestalteter, ortsbildprägender Schaufassade zur Straße, Reformstil-Architektur, ortshistorisch und industriegeschichtlich von Bedeutung. Rechtwinklig zur Straße und zum Hang errichteter, straßenseitig drei- und talseitig viergeschossiger massiver Putzbau mit ausgebautem Dachgeschoss und straßenseitiger Schaufassade, Sockel Granit-Quader-Mauerwerk, Fassadengestaltung mit einfachen Gesimsen und verputzten Lisenen, die an der Schauseite mit stuckierten Kapitellen versehen sind, die mittleren drei der fünf Achsen der Schauseite durch etwas vorspringendes Erdgeschoss (Eingangsbereich) mit vier Vasen bekrönt und durch breit gelagerten Zwerchhausaufbau mit Segmentbogengiebelfeld (mit Zahnschnittunterseiten an den umlaufenden Profilen) betont, Südseite gerade durchlaufend, Nordseite durch angesetztes Treppenhaus und breiter gelagerten vorderen Gebäudeteil durch Vorsprünge gegliedert, vorderer Gebäudeteil mit hohem Walmdach mit seitlich (nach Norden und Süden) angeordneten, breiten Gaupen, hinterer Gebäudeteil mit mansardartigem Dach mit neuer Schiefer- oder Schieferersatzdeckung, Gebäude saniert, Türen, Fenster und Putz neu, die Kunststoff-Fenster in Anlehnung an das Original gesprosst (1999). | 09238278 |
| Direkt Bild zu diesem Denkmal hochladen | Wohnhaus in offener Bebauung | Am Plan 14 (Karte)                          | wohl 1. Hälfte 19. Jahrhundert        | Obergeschoss Fachwerk verkleidet, zeit- und landschaftstypischer Bau in ortsbildprägender Lage, Teil der vorgründerzeitlichen Ortsstruktur, baugeschichtlich von Bedeutung. Zweigeschossiger Bau über gedrungen rechteckigem Grundriss mit steil bis mäßig geneigtem Satteldach ohne Aufbauten, an der Rückseite wohl schon historischer Anbau, das massive Erdgeschoss mit Dämmung verkleidet, aber mit originalen Fensteröffnungsgrößen (eventuell Werksteinfenstergewände noch vorhanden), das Fachwerk-Obergeschoss und die Giebeldreiecke mit Eternit-Verkleidung (Schieferersatz) und originalen Fensteröffnungsgrößen, das Dach mit Asbestplattendeckung, Gebäude in typischer Lage und auf typischem Grundstück am Bach. | 09238227 |
| Direkt Bild zu diesem Denkmal hochladen | Fabrikgebäude | Äußere Bergstraße 5 (Karte)                 | 1906, laut Bauakte (Strumpffabrik)    | Für Friedrich Viktor Müller errichteter und für den Strumpffabrikanten Paul Müller erweiterter und mit schöner 1920er-Jahre-Putzfassade ansprechend umgestalteter Bau in erhöhter Lage, mit der ehemals zugehörigen Villa (siehe Innere Bergstraße 4) ein zeittypisches Ensemble bildend, bauhistorisch und ortsgeschichtlich, städtebaulich und baukünstlerisch von Bedeutung. In erhöhter Lage über langgestreckt rechteckigem Grundriss errichteter, hangparallel angeordneter dreigeschossiger massiver Putzbau, talseitig mit achtachsiger Schaufassade über relativ hoch herausragendem Keller- und Sockelgeschoss sowie mit flach geneigtem Walmdach über dem wohl 1924 aufgesetztem und verkleideten und somit mansarddachartig wirkendem zweiten Obergeschoss, scharrierter Steinputzsockel, die Schaufassade mit flachem und breitem, vierachsigem Mittelrisalit, dieser mit flachem, profilgerahmtem Dreiecksgiebel mit Halbrundfenster, Putzpilastern unter und über der mit dem Hauptgesims durchlaufenden Dachschürze sowie mit profilierten Putzspiegeln in den Brüstungsbereichen der Fenster des ersten Obergeschosses, bis auf die Fenster im zweiten Obergeschoss Segmentbogenstürze, alle schauseitigen Fensteröffnungen mit profilierter Putzrahmung, in der rechten Fensterachse der Eingang mit portalartiger Putzrahmung mit kräftig profilierter gerader Verdachung und mit originaler, doppelflügeliger 1920er Jahre Tür, die darüber liegenden Treppenhausfenster halbgeschossig versetzt, zum Teil (zum Beispiel im Erdgeschoss) originaler Fensterbestand der Bauzeit erhalten (drei mal vier Scheiben, die mittleren beiden als Lüftungsflügel ausgebildet), die Giebel- und Rückseiten schlicht, das Dach mit Preolitschindeldeckung, das zweite Obergeschoss asbestplattenverkleidet. | 09238285 |
| Direkt Bild zu diesem Denkmal hochladen | Gebäude eines Wasserhochbehälters | Äußere Bergstraße 30 (gegenüber) (Karte)    | um 1905                               | Bauhistorische und technikgeschichtliche Bedeutung. Eingeschossiger massiver Putzbau über quadratischem Grundriss mit flachem Zeltdach, an den Ecken und um die Sturzbereiche der Öffnungen Kunst- oder Werksteinquader, dazwischen glatter Putz, Preolitschindeldeckung, erhaltene originale Tür aus Metall (oder blechbeschlagen?) mit relativ großem Griffring und verzierten aufgenieteten Langbändern, originale Freitreppe mit beidseitig angeordneten Läufen und erhaltenem schmiedeeisernem Geländer (Jugendstil). Innen umlaufendes Kunststeinband mit Girlandenmuster. | 09238288 |
| Direkt Bild zu diesem Denkmal hochladen | Wohnhaus in offener Bebauung | Bahnhofstraße 1 (Karte)                     | bezeichnet 1879, später überformt     | Wohl zur ehemaligen Strumpffabrik C. W. Schletter gehörendes Beamtenwohnhaus in bildprägender Lage und authentischer Erscheinung, typisches Beispiel für ein ansprechend überformtes gründerzeitliches Gebäude, bauhistorisch und ortsgeschichtlich von Bedeutung. Zweigeschossiger massiver Putzbau über nahezu quadratischem Grundriss mit mäßig bis steil geneigtem Satteldach und straßenseitig von zwei stehenden Gaupen flankiertem Zwerchhaus über der durch die ehemalige Tür und zwei Fensterpaare betonten Mittelachse, Fassadengestaltung ursprünglich durch die erhaltenen zum Teil verdachten Tür- und Fenstergewände aus Hilbersdorfer Porphyrtuff und nach einer Neugestaltung wohl in den 1920er Jahren durch die erhaltene Putzgliederung mit Nutungen an den Gebäudeecken, schlichtem Traufgesims mit Voute, einfachen Putzspiegeln zwischen den Erdgeschoss- und Obergeschoss-Fenstern sowie profilierter Rahmung des Dreiecksgiebels des Zwerchhauses, überwiegend historischer Fensterbestand (original und aus der Umbauphase), Dach Asbestplatten. | 09238250 |
| Direkt Bild zu diesem Denkmal hochladen | Technische Anlagen einer Papierfabrik (Kugelkocher, Koller, Holländer)                                                                                 | Bahnhofstraße 3 (Karte)                     | wohl um 1900 (technische Anlagen)     | Historische technische Ausstattungs- und Anlagenteile der ehemaligen Papier- und Pappenfabrik Clemens Claus, technikgeschichtlich und ortsgeschichtlich von Bedeutung. - Kugelkocher: Kugelförmiges, auf zwei Ständern um eine horizontale Achse drehbar gelagertes genietetes Behältnis von etwa 2,5 Meter Durchmesser, das dem Vorweichen des Papiergrundmaterials durch Kochen dient, - Koller: Vorrichtung mit zwei kunststeinernen Rädern, jeweils etwa 40 Zentimeter breit und 1,5 Meter im Durchmesser, die – sich gegenüberliegend – an einer Achse befestigt sind und die dazu dienen, die in der umschließenden kreisrunden Wanne befindliche Papiergrundmasse durch Drehbewegung durchzukneten, - Holländer: Etwa ovale, rund 5 Meter lange gusseiserne Wanne, in der die flüssige Papiergrundmasse um eine Mittelwand herumfließt, dabei mit Messern belegte Walzen passiert und somit weiter zerkleinert (bzw. verfeinert) wird. Die früher vorhandenen zwei Klärtürme wurden abgerissen. | 09238293 |
| Direkt Bild zu diesem Denkmal hochladen | Wohnhaus in offener Bebauung und Garten (mit Stützmauern und Freitreppen)                                                                              | Bahnhofstraße 3b (Karte)                    | bezeichnet 1920                       | Repräsentativer Putzbau mit Sandsteingliederung, für den Pappenfabrikanten W. C. Claus als villenartiges Wohnhaus für vier Beamtenfamilien errichteter Bau, im neobarocken und Reform-Stil, wertvolles Inneres, bauhistorisch und ortsgeschichtlich wertvoll, auch baukünstlerisch von Bedeutung. - Zweigeschossiger massiver Bau über gedrungen rechteckigem Grundriss mit relativ schwerem, überstehendem und ausgebautem Mansarddach, der in der Mitte der westlichen Längsseite angeordnete Eingang mit portalartigem, von Säulen getragenem Altan gerahmt, der halbovale Austritt mit hölzernem Geländer und jeweils zwei männlichen Putten im Kämpferbereich, darüber kleines Zwerchhaus mit Segmentbogengiebel (bezeichnet „WC“) und seitlichen Voluten, nach Norden zwei französische Fenster mit Austritten im Obergeschoss, nach Osten halbrund aus der Fassade tretendes Treppenhaus und nach Süden zweigeschossiger Standerker mit Dachgeschoss-Austritt vom Zwerchhaus darüber, in dessen Segmentbogengiebel bezeichnet „1920“, die Wandflächen glatt verputzt, die Architekturgliederung, die Figuren sowie das bis zum Kämpferbereich des relativ tief liegenden Erdgeschosses reichende Sockelgeschoss aus Sandstein, darunter einfacher Steinputzsockel, die Ecken durch vom Sockel bis zur Traufe reichende, eingestellte Säulen und anschließende Sandsteinquader betont, die Erdgeschoss-Fenster mit halbrundem Sturz, die relativ breiten, einzeln stehenden Gaupen mit Segmentbogenbedachung, die Fenster und Türen sowie die (Kunst-?)schieferdachdeckung neu, Gebäude saniert, - Im Innern fast vollständig erhaltene, repräsentative baufeste Ausstattung: Treppe, Deckenstuck, im Vestibül glasierte plastische Keramikfriese (um Türöffnung und als Abschluss der Wandbekleidung) und Keramikfliesen, Türen, relativ großzügiges Treppenhaus. - Garten: Vor der Eingangstür schöne Pflasterfläche mit Ornament, die Wege mit Granitkleinpflaster, die Stützmauern und Freitreppen aus schiefrigem Naturstein, der Baumbestand noch aus der Zeit der Anlage des Gartens. Villa heute genutzt als Kindergarten des Diakonischen Werkes Stollberg. | 09238258 |
| Direkt Bild zu diesem Denkmal hochladen | Scheune eines Zweiseithofes | Bahnhofstraße 4 (Karte)                     | 3. Drittel 19. Jahrhundert            | Fachwerkbau, eines der wenigen trotz Verstädterung erhaltenen ländlichen Nebengebäude in ortsbildprägender Lage, baugeschichtlich und ortsentwicklungsgeschichtlich von Bedeutung. Vierzonige Durchfahrtscheune (Bansen, Tenne, Bansen, Wagenremise) mit Drempel und mäßig geneigtem Satteldach in Fachwerkbauweise, sichtige Ziegelausfachungen zwischen hellgrau gefassten Balken, Preolitschindeldeckung. | 09238256 |
| Direkt Bild zu diesem Denkmal hochladen | Litfaßsäule | Bergstraße 7 (neben) (Karte)                | 1. Drittel 20. Jahrhundert            | In bildprägender Lage im Kreuzungsbereich erhaltenes Objekt von stadtgeschichtlicher Bedeutung und hohem ortsgeschichtlichem Erinnerungswert. (Vermutlich Stampf-) Betonkubus über kreisrundem Grundriss mit rund einem Meter Durchmesser, umlaufende Traufe in gedrungener Karniesform, flache haubenförmige Blechabdeckung mit mittiger, etwa 10 Zentimeter erhöhter, ebenfalls kreisrunder Aufkantung (darauf ursprünglich weitere Aufbauten), die Säule trägt ein wohl originales Schild mit der Nummer „4“. | 09238286 |
| Direkt Bild zu diesem Denkmal hochladen | Pfarrhaus in offener Bebauung, mit Stützmauern und Toranlage an der Unteren Hauptstraße                                                                | Chemnitzer Straße 2 (Karte)                 | 1910 laut Bauakte                     | Repräsentativer, ansprechend gestalteter und weitgehend original erhaltener Putzbau in zentraler Lage, Reformstil-Architektur, ortshistorisch und baugeschichtlich von Bedeutung. Zweigeschossiger, in Hanglage und über rechteckigem Grundriss errichteter stattlicher Putzbau mit ausgebautem Mansarddach, der Sockel Natursteinquadermauerwerk, die Süd- und die Ostseite durch breite, zweiachsige Dacherker und aufwändigere Fassadengliederung (Putz, Öffnungsformen und -größe) als Schaufassaden gestaltet, die Erdgeschoss-Öffnungen der Südseite rundbogig, unter der eingezogenen SO-Ecke der Haupteingang mit Freitreppe, das Erdgeschoss rau (Spritzputz) mit glatten Brüstungsspiegeln, das Obergeschoss glatt mit rauen Lisenen geputzt (wohl originaler Bestand), die Dacherker mit profilierten gerahmten Dreiecksgiebeln mit querovalen mittigen Fenstern sowie mit plastisch herausgearbeiteten Putzornamenten (Kreuze) auf den jeweils drei Lisenen, die West- und Nordseite schlichter, nach Norden Treppenhaus mit zweitem Eingang vorspringend, das Dach mit breiten Schlepp- und im oberen Bereich Dreiecksgaupen mit Preolitschindeln im unteren und Schiefer im oberen Bereich gedeckt, originale Türen, jüngere Fenster mit am Original orientierter Teilung, die Stützmauer analog dem Sockel in unrelmäßigem Quadermauerwerk. | 09238298 |
|                                         | Evangelische Stadtkirche und Friedhof Thalheim | Chemnitzer Straße 2a (Karte)                | 1849–1850 (Kirche)                    | Klassizistische Saalkirche mit Westturm, Architekt: Christian Friedrich Uhlig, baukünstlerisch, architekturhistorisch, ortsgeschichtlich und landschaftsgestaltend von Bedeutung. Einzeldenkmale der Sachgesamtheit: Kirche (mit Ausstattung), Friedhofskapelle und zwei Kriegerdenkmale für die Gefallenen des deutsch-französischen Krieges 1870/71 und für die Gefallenen des Ersten Weltkrieges auf dem Friedhof (siehe auch Sachgesamtheitsliste - Obj. 09306075) - Friedhofskapelle: Symmetrisch angelegter, in Hanglage errichteter, eingeschossiger massiver Putzbau mit talseitig hoch herausragendem Sockelgeschoss (in diesem Funktionsräume) über kompaktem, nahezu quadratischem Grundriss mit eingezogenen Eckbereichen an der talseitigen Schauseite und kleinem fünfseitig geschlossenem Chor an der hangseitigen Rückseite sowie erhöhtem durchfenstertem mittlerem Bereich und vielgestaltigem Dach mit einem Eckturm links des Eingangs und etwa mittigem Dachreiter, an der in neuromanischer Manier gestalteten talseitigen Schauseite mittig angeordneter repräsentativer Eingang unter erhöht vorgezogenem, übergiebeltem Mittelrisalit, davor gerade Freitreppe durch einen im Palladiomotiv gestalteten Durchgang, die breite und höhere mittlere Öffnung mit floral ornamentiertem Rundbogen überfangen, seitlich davon Säulen mit Würfelkapitellen, über dem Durchgang und seitlich desselben jeweils dreifach gekuppelte Rundbogenfenster mit dazwischen stehenden Säulen mit einfachen Würfelkapitellen, seitlich, am Chor und am erhöhten mittleren Bereich ebenfalls Rundbogenfenster, um die Öffnungen und über dem Sockelgeschoss einfache, im Trauf- und Ortgangbereich kräftige Profile, der mittlere Bereich mit flachem Halbwalmdach und kleinem achtseitigem Dachreiter (darin wohl das Geläut) mit Pyramidendach, der Eingangsvorbau mit flachem Satteldach und die niedrigeren seitlichen Bereiche mit flachen gewalmten Dächern, der Eckturm links des Mittelrisalits achtseitig mit Säulen mit Würfelkapitellen an den Ecken, kleinen segmentbogigen Fenstern und Pyramidendach, sämtliche Dachflächen mit neuer altdeutscher Schieferdeckung, originaler glatter Außenputz, originaler Tür- und Fensterbestand mit zahlreichen bauzeitlichen Bleiglasfenstern mit biblischen Motiven, Gebäude gut instand gesetzt (neue Eingangsstufen, Dachdeckung, Anstrich usw.). - Kriegerdenkmal 1870/71: Auf Granitsockel stehendes, wohl sandsteinernes Denkmal mit kurzem Obelisken auf relativ hohem quadratischem Postament, am Obelisk plastischer Schmuck und am Postament flach herausgearbeitete Schriftfelder. - Kriegerdenkmal Erster Weltkrieg: Ehrenhainartig gestaltete Anlage mit breiter, von seitlichen Stützmauern begleiteter Treppe und in Achse errichtetem breitem Denkmal, der Sockel des Denkmals sowie die Treppenanlage in schiefrigem Naturstein gesetzt, das Denkmal ein breiter, aus drei Teilen zusammengesetzter Granitquader mit in Spalten eingemeißelten Gefallenennamen und mittig daraufgesetzter Plastik (kniende weibliche Figur mit Blumenstrauß), seitlich der Treppe zugehörige Rhododendren und andere Pflanzungen. - Friedhofserweiterung: Am Hang um die Kapelle angelegte, durch hangparallele Baumreihen gegliederte Friedhofsanlage, zwischen den jetzt relativ hohen Bäumen jüngere, die Struktur zunehmend verunklärende Koniferenpflanzungen. | 09238273 |
|                                         | Sachgesamtheit Evangelische Stadtkirche und Friedhof Thalheim                                                                                          | Chemnitzer Straße 2a (Karte)                | 1908 laut Bauakte (Friedhofskapelle)  | Klassizistische Saalkirche mit Westturm, Architekt: Christian Friedrich Uhlig, baukünstlerisch, architekturhistorisch, ortsgeschichtlich und landschaftsgestaltend von Bedeutung Kirche: siehe Dehio Sachsen II, S. 931 f. Sachgesamtheit, mit den Einzeldenkmalen: Kirche, Friedhofskapelle und zwei Kriegerdenkmale für die Gefallenen des deutsch-französischen Krieges 1870/71 und für die Gefallenen des Ersten Weltkrieges auf dem Friedhof (siehe Einzeldenkmalliste - Obj. 09238273), sowie mit umgebendem Kirchplatz und der benachbarte Friedhof (Gartendenkmale), weiterhin mit den Sachgesamtheitsteilen: Treppen und Einfriedungsmauern. Beschreibung siehe oben unter Einzeldenkmälern. | 09306075 |
| Direkt Bild zu diesem Denkmal hochladen | Wohnhaus in offener Bebauung | Chemnitzer Straße 8 (Karte)                 | Mitte 19. Jahrhundert                 | Obergeschoss Fachwerk verkleidet, zeit- und landschaftstypischer Bau in ortsbildprägender Lage, Teil der vorgründerzeitlichen Bebauung des Ortes, ortsentwicklungsgeschichtlich von Bedeutung. Erdgeschoss massiv, profilierte Tür- und Fenstergewände aus Porphyrtuff, gerade Türverdachung mit Zahnschnitt, Obergeschoss Fachwerk, Straßenseite verputzt, Giebelseiten verkleidet, Krüppelwalmdach mit Hechtgaupe, originale Fenstergrößen. | 09238267 |
| Direkt Bild zu diesem Denkmal hochladen | Wohnhaus in offener Bebauung | Chemnitzer Straße 9 (Karte)                 | bezeichnet 1908                       | Zeittypischer und ansprechend gestalteter Putzbau aus der Phase der städtischen Überformung des Ortes, straßenbildprägende Lage, ortsentwicklungsgeschichtlich von Bedeutung. Zweigeschossiger massiver Putzbau mit Mansarddach und verschiedenen Dachausbauten, aufwändig gestaltete Türrahmung mit Pilastergliederung, geschwungenem Giebel und Kranz, Kunststein-Fenstergewände, im Erdgeschoss segmentbogenförmig mit Kehle, im Obergeschoss profiliert mit Blumenmotiv, an der Nordseite betonte Mittelachse durch Zierfachwerk Obergeschoss, zum Teil originaler Fensterbestand (Galgenfenster mit gitterartig gesprosstem Oberlicht, Winterfenster), Bauherrin: Emma Eichler. | 09238263 |
| Direkt Bild zu diesem Denkmal hochladen | Wohnstallhaus, Seitengebäude sowie Hofpflasterung eines Vierseithofes                                                                                  | Chemnitzer Straße 10 (Karte)                | um 1800                               | Wohnstallhaus Obergeschoss Fachwerk, wesentliche Teile eines nahe der Kirche erhaltenen älteren Bauernhofes, zeit- und landschaftstypische Bauten, bauhistorisch und ortsentwicklungsgeschichtlich von Bedeutung. - Wohnstallhaus: Zweigeschossiger breitgelagerter Bau über gedrungen rechteckigem Grundriss mit hohem und steilem Satteldach, das Erdgeschoss massiv mit erhaltenen Fenstergewänden aus Hilbersdorfer Porphyrtuff und Stall-Türgewände aus Sandstein, der Eingang mit segmentbogiger kunststeinerner und schräg eingeschnittener Rahmung der 1930er Jahre, das Türblatt auch aus dieser Zeit, originale Stallfenstergrößen, das Obergeschoss in Fachwerk, verputzt und am Südgiebel verschiefert, bis auf das verbreiterte Fenster über der Tür originale Fensteröffnungsgrößen, relativ kräftiges, profiliertes barockes Traufgesims, Dachdeckung Astbestplatten, Fensterbestand wohl 1920er oder 1930er Jahre, - Scheune: Dreizonige Durchfahrtsscheune in Fachwerk-Konstruktion mit wohl noch originaler(?) Verbretterung und steilem, hohem Satteldach, dieses mit erhaltener Schieferdeckung auf der Rückseite (zum Hof Asbestplatten), der östliche untere Teil aus massivem, verputztem Bruchstein-Mauerwerk mit Türöffnung (wohl Kellerzugang oder ehemaliger Schweinestall?), - Seitengebäude: Zweigeschossiger massiver Putzbau auf der Hofseite (zur Straße) mit zur Straße hohem Sockel, originalem Fenstergewände aus Hilbersdorfer Porphyrtuff und zum Teil originalem Fensterbestand, schöne originale zweiflügelige Tür (zwei mal vier quadratische Füllungen) mit schmalem Oberlicht erhalten, zum Teil 1930er oder 1950er Jahre-Fenster, hofseitig Garageneinbau, im südlichen Erdgeschoss-Bereich ehemaliger Stallteil mit originalen Fenstergrößen und -bestand, hofseitig originaler Graupelputz, Asbestplattendachdeckung. | 09238272 |
| Direkt Bild zu diesem Denkmal hochladen | Wohnhaus in offener Bebauung | Chemnitzer Straße 17 (Karte)                | 1906 laut Bauakte                     | Putzfassade mit Gesprengegiebel, als Wohnhaus für sechs Familien errichteter, kleinstädtischer Wohnhausbau, Teil der gründerzeitlichen Ortserweiterung entlang der Chemnitzer Straße, ortsentwicklungsgeschichtlich und sozialgeschichtlich von Bedeutung. Zweigeschossiger massiver Putzbau auf Natursteinsockel (Polygonalmauerwerk), übergiebelter Mittelrisalit mit Freigespärre, Satteldach mit Überstand, Schieferdeckung, Kunststein-Fenstergewände, mit Klinkerband segmentbogenförmig überfangen, originaler Glattputz, originaler Fensterbestand (Galgenfenster mit Wintervorsatz). | 09238262 |
| Direkt Bild zu diesem Denkmal hochladen | Wohnstallhaus eines Zweiseithofes | Chemnitzer Straße 20 (Karte)                | 2. Hälfte 18. Jahrhundert             | Obergeschoss Fachwerk verkleidet, stattliches relativ altes sowie zeit- und landschaftstypisches Bauernhaus in ortsbildprägender Lage, Teil der vorgründerzeitlichen Ortsstruktur, baugeschichtlich von Bedeutung. Stattlicher, langgestreckter und breitgelagerter zweigeschossiger Bau mit hohem, steilem Satteldach und schon historischem Anbau an der Rückseite, eines der wenigen an der Chemnitzer Straße erhaltenen Bauernhäuser, das wohl 1879 massiv unterfahrene Erdgeschoss mit Tür- und Fenstergewänden aus Werkstein (im Türsturz zwischen zwei einfachen Rosetten: „No. 126. J. G. Eichler 1879“) und bis auf ein verbreitertes Fenster im Giebel ursprünglichen Fensteröffnungsgrößen im Wohn- und Stallteil, das Fachwerk-Obergeschoss mit ebenfalls originalen, relativ kleinen und hochliegenden Fensteröffnungsgrößen (einriegeliges Fachwerk?), straßenseitig verbrettert und mit Fensterbekleidungen mit leicht verzierten Sturzbrettern (wohl um 1920) versehen, die Giebelseiten und das Dach (ohne Aufbauten) mit Asbestplatten, der Fensterbestand Ende 19. Jahrhundert (1879?) und zum Teil Anfang 20. Jahrhundert (teilweise mit Winterfenstern), die Türen jünger (DDR-Zeit), mit der im Winkel angeordneten Scheune und dem Zaun ein weitgehend authentisches Ensemble bildend. | 09238271 |
| Direkt Bild zu diesem Denkmal hochladen | Wohnstallhaus und Hofbaum eines Bauernhofes | Chemnitzer Straße 39 (Karte)                | 2. Hälfte 18. Jahrhundert             | Obergeschoss strebenreiches Fachwerk, stattliches, relativ altes und in weitgehendem Originalzustand erhaltenes Bauernhaus, gutes Beispiel für die vorgründerzeitliche Bebauungsstruktur des Ortes, baugeschichtlich und ortsentwicklungsgeschichtlich von Bedeutung. - Relativ stattlicher, zweigeschossiger und recht breit gelagerter sowie parallel zur Straße errichteter Bau mit steilem Satteldach, Erdgeschoss massiv (im Stubenbereich wohl später unterfahren) und bis auf Garageneinbau im südlichen Bereich des langen Stallteiles originale Fensteröffnungsgrößen, Eingangs- und Stalltür mit klassizistischen, sowie Stallfenster mit älteren, eventuell originalen Werksteingewänden, im Stubenbereich jüngere Werk- oder Kunststeingewände (wohl um 1900), schlichte zweiflügelige Eingangstür (wohl erste Hälfte/Mitte 19. Jahrhundert), Obergeschoss mit strebenreichem Fachwerk, zur Hofseite sichtig, übrige Seiten, wie auch der wohl original schon massive Südgiebel, verputzt, originale Fensteröffnungsgrößen (relativ klein), relativ kräftiges, hölzernes Traufprofil, steiles Satteldach ohne Aufbauten, mit dunkelbraunen Falzziegeln neu gedeckt. - Hof: Zum Misthaufen Naturstein-Stützmauern (kleine Heiste) und mittelgroße Linde unweit des Einganges des Wohnstallhauses. | 09238281 |
| Direkt Bild zu diesem Denkmal hochladen | Fabrikgebäude (Anschrift: Chemnitzer Straße 40–40c und Kurze Straße 1a)                                                                                | Chemnitzer Straße 40; 40a; 40b; 40c (Karte) | 1924, laut Bauakte (Fabrikgebäude)    | Für den Strumpffabrikanten Gustav Drechsel errichteter zeittypischer Bau mit repräsentativ gestalteter, ortsbildprägender Schaufassade zur Straße, Reformstil-Architektur, ortshistorisch und industriegeschichtlich von Bedeutung. Rechtwinklig zur Straße und zum Hang errichteter, straßenseitig drei- und talseitig viergeschossiger massiver Putzbau mit ausgebautem Dachgeschoss und straßenseitiger Schaufassade, Sockel Granit-Quader-Mauerwerk, Fassadengestaltung mit einfachen Gesimsen und verputzten Lisenen, die an der Schauseite mit stuckierten Kapitellen versehen sind, die mittleren drei der fünf Achsen der Schauseite durch etwas vorspringendes Erdgeschoss (Eingangsbereich) mit vier Vasen bekrönt und durch breit gelagerten Zwerchhausaufbau mit Segmentbogengiebelfeld (mit Zahnschnittunterseiten an den umlaufenden Profilen) betont, Südseite gerade durchlaufend, Nordseite durch angesetztes Treppenhaus und breiter gelagerten vorderen Gebäudeteil durch Vorsprünge gegliedert, vorderer Gebäudeteil mit hohem Walmdach mit seitlich (nach Norden und Süden) angeordneten, breiten Gaupen, hinterer Gebäudeteil mit mansardartigem Dach mit neuer Schiefer- oder Schieferersatzdeckung, Gebäude saniert, Türen, Fenster und Putz neu, die Kunststoff-Fenster in Anlehnung an das Original gesprosst (1999). | 09238278 |
| Direkt Bild zu diesem Denkmal hochladen | Wohnstallhaus, Scheune und Hofbaum eines Zweiseithofes                                                                                                 | Chemnitzer Straße 41 (Karte)                | bezeichnet 1878                       | Wohnstallhaus Obergeschoss Fachwerk verkleidet, zeit- und landschaftstypisches Ensemble in ortsbildprägender Lage, ortsentwicklungsgeschichtlich und baugeschichtlich von Bedeutung. - Wohnstallhaus: Relativ stattlicher, zweigeschossiger Bau über gedrungen rechteckigem Grundriss, das Erdgeschoss massiv mit originalen Tür- und Fenstergewänden sowie erkennbarem Stallteil, das Fachwerk-Obergeschoss verputzt mit originalen Öffnungsgrößen, das Dach steil bis mäßig geneigt, - Scheune: Gegen den Hang, im rechten Winkel zum Wohnstallhaus angeordneter Bau, teils massiv und überwiegend in Fachwerkkonstruktion errichtet, verbrettert, - Bäume: Schöne und bildprägende Gruppe großer Bäume, den halboffenen Hofraum optisch abschließend. | 09238303 |
| Direkt Bild zu diesem Denkmal hochladen | Wohnhaus in offener Bebauung, mit Pforte, Wegepflasterung und Garten                                                                                   | Chemnitzer Straße 41a (Karte)               | 1931 laut Bauakte                     | Ansprechend gestalteter zeittypischer Bau, baugeschichtlich von Bedeutung. - Wohnhaus: In typischer 1930er Jahre Schlichtheit gestalteter, über gedrungen rechteckigem Grundriss und im Winkel gegen den Hang errichteter Bau mit hangseitig einem und talseitig zwei Geschossen sowie steilem und hohem ausgebautem Satteldach, nach Süden schließt, mit dem hangseitigem Giebel bündig, ein etwa die halbe Gebäudebreite einnehmender und ein Fenster breiter, ausgestellter Gebäudeteil an, dessen Dach abgewalmt ist, der Eingang mit kleinem hölzernen Vorhäuschen hangseitig (also hinten), der Sockel und einige Fensterrahmungen in Klinker, darüber glatter Putz (feiner Kratzputz?), die Traufe mit grobem Profil, die Fensteröffnungen gedrungen rechteckig bis nahezu quadratisch, mit vollständig erhaltenem originalem Fensterbestand (Galgenfenster mit Sechserteilung, 1999), zum Teil mit bauzeitlichen Läden versehen, die beiden Giebeldreiecke mit Holzschindelverkleidung, das Dach mit dem Schornstein und den Gaupen mit originaler Schieferdeckung, Bauherr, Planer und Ausführender laut Bauakte Alfred Merzner, Tiefbauunternehmer. - Garten: Die originale Wegegestaltung mit Granitkleinpflaster, die Torpfeiler in Klinkermauerwerk, mit altem Gehölzbestand: die großen Bäume und Sträucher aus der Zeit der Anlage des Gartens erhalten. | 09238279 |
| Direkt Bild zu diesem Denkmal hochladen | Wohnhaus in offener Bebauung | Chemnitzer Straße 42 (Karte)                | 1922, laut Bauakte                    | Für den Strumpffabrikanten Gustav Drechsel errichteter, villenartiger Putzbau in ansprechender Gestaltung und in ortsbildprägender Lage, Reformstil-Architektur, baugeschichtlich von Bedeutung. Zweigeschossiger massiver Putzbau auf nahezu quadratischem Grundriss, Granitquadersockel, straßenseitig turmartiger Standerker (mit Putzinitialen G. D.) durchlaufende Sohlbänke, im ersten Obergeschoss Putzspiegel, auf der Südseite pro Geschoss in der Mittelachse je ein ovales Fensterpaar, weitgehend originaler Fensterbestand, originale Haustür mit ovalem Fenster, zum Teil original farbige Wandfliesen im Hausflur sowie weitere baufeste Innenausstattung erhalten (1999). | 09238268 |
| Direkt Bild zu diesem Denkmal hochladen | Mühle mit erhaltener technischer Ausstattung, Müllerwohnhaus, Seitengebäude, Mühlgraben, Gartenpavillon und drei Hofbäume eines Mühlendreiseithofes    | Chemnitzer Straße 48 (Karte)                | bezeichnet 1838 (Mühle)               | Alte Ölmühle mit vollständig erhaltener technischer Ausstattung, mit Umfeld und Technik weitgehend authentisch erhaltenes Ensemble von Fachwerkbauten in ortsbildprägender Auenlage, letzte erhaltene von ehemals acht Mühlen im Ort, regionalgeschichtlich, technikgeschichtlich und ortsgeschichtlich von Bedeutung. Geschichte: 1838 als Schrotmühle erbaut, 1864 erstmals auch als Ölmühle aufgeführt, ab 1919 bis 1953 nur noch Öl geschlagen, 1945–1960 Herstellung von Futterschrot im Stampfwerk (ehem. Julius Richter, Ölmühle wegen Qualitätsmangel 1953 behördlich geschlossen), Unterschutzstellung 1954, 1992 Umbau der Scheune, damit einhergehend Ausbau des hofseitigen Fachwerks, sowie 1993 Anbau einer Terrasse, 1993 Umbau des Mühlgebäudes (erstes Obergeschoss, Fußboden, Dachdeckung), 1995/96 Erneuerung des Mühlrades 1998/99 Erneuerung Kammrad, Daumenwelle, Restaurierung Stampfen und Keilpresse, Putzausbesserung, teilweise Erneuerung der Eisenträger. - Gebäude: Alle drei Gebäude in zeit- und landschaftstypischer Gestaltung mit massiv verputzten Erdgeschoss und zumeist sichtigen Fachwerk-Obergeschoss, zum Teil mit verschieferten Giebeln und verbretterten Abschnitten auf den hofabgewandten Seiten, die drei Krüppelwalmdächer mit neuer Schiefer- und zum Teil noch Asbestplattendeckung, das Wohnhaus hofseitig mit fünf gestaffelt angeordneten Gaupen, das Mühlengebäude mit Mansarddach und wohl jüngeren hofseitigen Dachaufbauten, das Wohnhaus mit Tür- und Fenstergewänden aus Werkstein, das Türgewände im Sturz bezeichnet (1838), - Scheune: Der Tür- und Fensterbestand jünger mit unterschiedlichen Teilungen, Wohnhaus. - Technische Ausstattung: Oberschlächtiges Wasserrad (erneuert, Durchmesser 2,80 Meter, 1 Meter Breite, Kranzbreite 28 Zentimeter mit 30 Wasserradschaufeln, Material Kiefern- und Fichtenholz mit Halböl braun gestrichen, Wasserradwelle aus Eiche 6,30 Meter lang, achtkantig geschnitten mit eingesetzten überarbeiteten Wasserradzapfen, Flächenmaß 55 Zentimeter, Wasserbett aus Holz mit 80 Zentimetern lichte Breite, 35 Zentimeter hoch mit 7 Holzauflageböcken und Überlaufklappe), Mühlgraben, die erhaltene technische Einrichtung aus Holz mit Daumenwelle, Stampfwerk mit sieben Stampfpaaren (teilweise erneuert), erhaltenen Stirnrädern, stehender Keilpresse (oder Stempelpresse) (restauriert) sowie Wärmeofen. | 09238302 |
| Direkt Bild zu diesem Denkmal hochladen | Wohn- und Geschäftshaus (zwei Hausteile) in Ecklage und in offener Bebauung (ohne rückwärtige Hofgebäude)                                              | Friedrichstraße 1a (Karte)                  | bezeichnet 1908                       | Von der dahinterliegenden ehemalige Möbelfabrik Bernhard Hanisch mit Verkaufsräumen im Erdgeschoss errichtetes, architektonisch qualitätvolles Gebäude in ortsbildprägender Ecklage, Reformstil-Architektur, bauhistorisch und ortsgeschichtlich von Bedeutung. Wohn- und Geschäftshaus (1908): Zweigeschossig, über winkelförmigem Grundriss in Ecklage (Friedrichstraße und Untere Bahnhofstraße) errichteter verputzter Massivbau mit repräsentativer Fassadengestaltung, mit einem mit glockenförmiger Haube abschließenden, erhöhten Eckerker, daran anschließenden dreigeschossigen Bereichen mit segmentbogig ausladenden Erkerchen, schwach vorstehendem Seitenrisalit mit Balkon im Anschlussbereich zum Erweiterungsbau und ausgebautem Mansarddach, im Erdgeschoss-Bereich bis zirka ein Meter über den Sockel reichendes gelbes Klinkermauerwerk, darüber farbiger erneuerter Graupelputz in altrosa, Ladeneingang an der unter dem Erker verbrochenen Ecke, seitlich davon originale Schaufenster mit zum Teil erhaltenen originalen Oberlichtern mit farbigen Bleiglasmotiven (Landschaften), im Obergeschoss und im dreigeschossigen Eckbereich profilierte Werksteinfenstergewände, in den Brüstungsbereichen der segmentbogig ausladenden Erkerchen Schrift in Putzschnitttechnik („Erbaut anno 1908“ und „Ohne Fleiss kein Preis“), Dachgeschoss mit je einer Dreiergaupe zu jeder Straßenseite, originale Schieferdeckung, Verschieferung im oberen Eckbereich, Türen und Fenster erneuert, im Haus befand sich der erste Kinematograph Thalheims. Zur Zwönitz hin (NW-Ecke) Erker im ersten Obergeschoss mit putzornamentiertem Brüstungsfeld, dreigeschossiger Bereich durch Putzornamente im obersten Geschoss (Gesimse, Zahnschnittfries, Voluten etc.) und separaten Mansarddachaufbau betont, Schieferdachdeckung sowie Tür- und Fensterbestand original erhalten, soweit ersichtlich repräsentativ gestaltetes Treppenhaus mit erhaltener baufester Ausstattung und Stuckdecke. | 09238213 |
| Direkt Bild zu diesem Denkmal hochladen | Wohnhaus in offener Bebauung | Friedrichstraße 6 (Karte)                   | 2. Hälfte 19. Jahrhundert             | Obergeschoss Fachwerk verschiefert, zeit- und landschaftstypischer Bau, baugeschichtlich von Bedeutung. Zweigeschossiger Bau über gedrungen rechteckigem Grundriss mit Satteldach, das Erdgeschoss massiv mit originalen Fenstergewänden und Türgewände mit gerader Verdachung an der nördlichen Giebelseite, das Fachwerk-Obergeschoss und das Dach verschiefert oder verkleidet, originale Fensteröffnungsgrößen. | 09238304 |
| Direkt Bild zu diesem Denkmal hochladen | Fabrikanten-Wohnhaus in offener Bebauung, mit Einfriedung                                                                                              | Friedrichstraße 10a (Karte)                 | 1903, laut Bauakte                    | Für den Strumpffabrikanten C. G. Rehropp errichteter, zeittypischer Putzbau, gutes Beispiel für die entlang der Friedrichstraße erfolgte gründerzeitliche Ortserweiterung, ortsentwicklungsgeschichtlich von Bedeutung. Zweigeschossiger massiver Putzbau über nahezu quadratischem Grundriss mit massivem Drempel und relativ flachem, zu allen vier Seiten von Zwerchhausdächern durchbrochenem, überstehendem und ausgebautem Walmdach, der Sockel in Granitquadermauerwerk mit Kellerfenstergewände aus Hilbersdorfer Porphyrtuff, hofseitig mittiger, das Treppenhaus aufnehmender Gebäudevorsprung, straßenseitig zweiachsiger Seitenrisalit, beide Ausbauten sowie die nach Norden und Süden aufgesetzten Zwerchhäuser mit Krüppelwalm an den Überdachungen, überstrichene, wohl werksteinerne Tür- und Fenstergewände mit einfacher Profilierung, im Erdgeschoss mit Segmentbogenstürzen, der Putz mit schlichtem Gurtband im Erdgeschoss bzw. -profil über dem Obergeschoss wohl original, über der nach Norden orientierten originalen Haupteingangstür kleines Dach (ebenfalls mit Krüppelwalm) auf Holzkonsolen, originaler Tür- und Fensterbestand, zum Teil mit Winterfenstern, im Treppenhaus mit einfacher jugendstiliger Farbverglasung, originale Kellerfenstervergitterung, der schöne schmiedeeiserne Zaun auf Granitwerksteinsockel. | 09238245 |
| Direkt Bild zu diesem Denkmal hochladen | Fabrikanten-Wohnhaus (Nr. 11) in offener Bebauung und Fabrikgebäude (Nr. 11a, östlicher Abschnitt) im Hof, mit Toranlage und Einfriedung               | Friedrichstraße 11; 11a (Karte)             | bezeichnet 1901 (Wohnhaus)            | Für den Strumpffabrikanten W. Rudolph errichtete, ansprechend gestaltete jeweils zeittypische Putzbauten, Teile eines gewachsenen kompakten Ensembles in zentraler Ortslage, baugeschichtlich und ortsgeschichtlich von Bedeutung. - Wohnhaus: Zweigeschossiger massiver Putzbau mit sechs mal drei Fensterachsen, Drempel, mäßig geneigtem ausgebautem und überstehendem Satteldach sowie straßenseitig schmalem zweiachsigem übergiebeltem Mittelrisalit, die originalen, einfach profilierten Fenstergewände – im Obergeschoss mit geraden Verdachungen – aus Sandstein, ebenso das profilierte Gurtgesims, in den Giebelspitzen Rundfenster und einfache Ziergespärre im Dachgeschoss zur Straße ein zweifach gekuppeltes Rundbogenfenster, der Sockel in Granitpolygonalmauerwerk, der glatte Putz wohl Mitte 20. Jahrhundert, straßenseitig mit verblasster Aufschrift „Volkseigen“, einige originale Fenster mit Winterfenstern erhalten, Tür jünger, seitlich des hofseitig angesetzten Treppenhauses wohl nachträglich verkleidete Eckbalkone, Dach mit geschweift gesägten Sparren- und Pfettenenden. - Fabrikgebäude (östlicher Abschnitt): Viergeschossiger massiver Putzbau mit ausgebautem, mansardartigem Dachgeschoss und hof- sowie bahnhofseitig mittigem Zwerchhaus bis einschließlich des aus der Hoffassade vorspringenden, mit abgerundeten Ecken versehenen und als Absatz zum älteren westlichen Abschnitt des Gebäudes gestalteten Treppenhauses, der Sockel in Granit-Bruchstein-Mauerwerk mit kunststeinernen Kellerfenstergewänden mit erhaltenen schmiedeeisernen Fenstergittern, über dem Sockel scharriertes Steinputzgesims, die erhaltene Fassadengestaltung mit Putzgliederungen in Form einer bis zur Traufe reichenden, in mittlerer Höhe durch ein profiliertes Gesims unterbrochenen Lisenengliederung, die sich bis über die nur in der Eingangsachse unterbrochene Traufe in das Zwerchhaus hinauf fortsetzt, dieses mit profilgerahmtem Dreiecksgiebel mit stilisierten seitlichen Vouten relativ kleines Halbrundfenster, darüber in aufgesetzten Buchstaben „Strumpf-Fabrik“, sowie darunter verblasster aufgemalter Schriftzug „VOLKSEIGEN“, in der unter anderem durch halbgeschossig versetzte Fenster betonten Mittelachse die Haupteingangstür mit wuchtigem, portalartigem Steinputzgewände, dieses mit profiliertem, um die halbrund begrenzte Supraporte laufender Rahmung mit stilisiertem Schlussstein, in der Supraporte plastischer Schmuck in Form einer großen Rosette mit zwei darüber hängenden, stilisierten Ährenbündeln, schöne originale zweiflügelige Tür und überwiegend originaler Fensterbestand, seitlich des Zwerchhauses je zwei große Gaupen mit geputzter profilierter Verdachung, originale Schieferdachdeckung, am Treppenhausbau ebenfalls plastischer Schmuck im Bereich der Gaupe, an Südfassade ähnliche, jedoch schlichtere Gestaltung, wesentlich einfachere Türrahmung, gleiche Tür und kein Zwerchgiebel, die östliche, zum Bahnhof weisende Giebelseite ähnlich wie die Hofseite gestaltet, ebenfalls Zwerchhaus. - Einfriedung: Von der Einfriedung Sockel und Pfeiler aus wuchtigem Granitmauerwerk erhalten. - Fabrikgebäude (mittlerer Abschnitt) von der Fassade her einfacher gestaltet. | 09238246 |
| Direkt Bild zu diesem Denkmal hochladen | Fabrikanten-Wohnhaus in offener Bebauung, mit Einfriedung, Garten, Fußwegepflasterung und Gartenpavillon                                               | Friedrichstraße 12 (Karte)                  | 1880 laut Bauakte                     | Für den Strumpffaktor E. Lorenz errichteter und den Strumpffabrikanten Louis Walther ansprechend umgestalteter Bau mit erhaltener, schöner Putzgliederung, mit der ehemaligen zugehörigen Fabrik (Nummer 12a, kein Denkmal) ein typisches Ensemble in zentraler Ortslage bildend, ortshistorisch und baugeschichtlich von Bedeutung. - Wohnhaus: Zweigeschossiger, massiver und relativ tiefer Putzbau von sechs mal fünf Achsen mit Drempel und ausgebautem mäßig geneigtem Krüppelwalmdach mit Überstand sowie straßenseitigem, sehr flachem übergiebeltem Mittelrisalit, vollständig erhaltene Putzgliederung (wohl von 1908) mit profilierten Gurtgesimsen und -bändern, geraden Verdachungen im Obergeschoss, Putznutung im Erdgeschoss usw., der Sockel ebenfalls verputzt, die Tür- und Fenstergewände aus Hilbersdorfer Porphyrtuff, die überstehenden Sparren- und Pfettenenden geschweift gesägt, an der ebenfalls mit Krüppelwalm versehenen Bedachung des Mittelrisalits einfaches Ziergespärre, einige originale Fenster, Winterfenster und Fensterläden (Hofseite), Preolitschindeldeckung, im Inneren originale oder historische baufeste Ausstattung erhalten, (schmiedeeisernes Treppengeländer, Wohnungseingangsdoppeltüren z. T. mit Ätzglasscheiben, farbige Fußbodenplatten). - Einfriedung: Schöner feingliedriger schmiedeeiserner Zaun auf Sandsteinsockel, sandsteinerner Eckpfeiler an der Nordost-Ecke des Grundstücks, zum Durchgang Richtung Uferstraße Zaunpfosten aus schiefrigem Naturstein, - Pavillon: Schlichter, auf etwa quadratischem Grundriss errichteter Fachwerk-Bau mit flachem Satteldach, die Brüstungsbereiche verbrettert, die oberen Bereiche offen und zum Teil mit feingliedrigem rautenförmig genageltem Holzgitter, - Hausbaum: Linde. | 09238247 |
| Direkt Bild zu diesem Denkmal hochladen | Wohnhaus in offener Bebauung | Friedrichstraße 15 (Karte)                  | 1902 laut Bauakte                     | Mit Laden, historisierende Putzfassade, für den „Konsum-Verein zu Thalheim und Umgebung“ errichteter Bau, in weitgehend originalem Erscheinungsbild, Beispiel für die gründerzeitliche Verstädterung des Ortes, ortsgeschichtlich von Bedeutung. Zweigeschossiger massiver Putzbau auf Sockel aus unregelmäßigem Schichtenmauerwerk, Sockelgesims, drei große segmentförmige Wandöffnungen als Ladenfenster und Zugang, profiliertes Gurtgesims, in der Mittelachse Dacherker mit Dreiecksgiebel, mäßig geneigtes Krüppelwalmdach, Fenstergewände wohl Sandstein, mit einfachem Profil (teils Fase, teils Wulst), profilierten Sohlbänken und Schlusssteinmotiv in den Stürzen, in den Mittelachsen der Trauf- und Giebelseiten mit segmentbogenförmiger Verdachung, Reste der Putzgliederung im Traufbereich und Dacherkergiebel, zum Teil originaler Fensterbestand (1999, Galgenfenster mit reich profiliertem Pfosten und Querholz), im Inneren originales Treppengeländer und Wohnungstüren. | 09238251 |
| Direkt Bild zu diesem Denkmal hochladen | Wohnhaus in offener Bebauung mit Einfriedung, Toreinfahrt und Garten                                                                                   | Friedrichstraße 26a (Karte)                 | 1906, laut Bauakte                    | Zeittypischer Putzbau mit Eckerker, für den „Chocoladenfabrikanten“ Josef Neumann angelegtes Gebäude in aufwändigerer Gestaltung, Beispiel für die entlang der Friedrichstraße erfolgte gründerzeitliche Ortserweiterung, ortsentwicklungsgeschichtlich und baugeschichtlich von Bedeutung. Zweigeschossiger massiver Putzbau mit Drempel und ausgebautem Dachgeschoss über nahezu quadratischem Grundriss mit mäßig geneigtem, überstehendem Walmdach mit Ausbauten zu allen vier Seiten, straßenseitig relativ flacher Mittelrisalit, hofseitig originaler, übergiebelter Treppenhausanbau, nach Norden und Süden mittige Zwerchhäuser und an der SW-Ecke mit geschweifter Haube abgeschlossener und mit Knauf bekrönter, zum Kreuzungsbereich ausgerichteter Erker, Sockelbereich mit weiß glasierten Klinkern verblendet, Fassadengestaltung mit profilierten Tür- und Fenstergewänden aus Kunststein sowie ebenfalls kunststeinernen Reliefplatten mit jugendstilartiger Ornamentik in den Brüstungs- oder Sturzbereichen der oberen Risalit-, Zwerchhaus- und Erkerfenstergruppen, zum Teil originaler Fensterbestand, Eingangstür, Putz und Dachdeckung (Preolit) aus der DDR-Zeit (auch in der Planzeichnung der Bauakte keine Putzgliederung vorgesehen), im Innern erhaltene Treppenhausausstattung mit schmiedeeisernem Treppengeländer, Terrazzoböden und originalen Wohnungseingangstüren, - Einfriedung: Schöne, bauzeitliche schmiedeeiserne Zaunfelder zwischen gemauerten Pfeilern, diese mit durch jüngere Überputzung verunklärter Putzornamentik oder -reliefierung, dazwischen kunststeinerner Sockelbereich, originale Fußwegepflasterung und Garten mit altem Baumbestand: unter anderem mehrere kleinkronige Bäume sowie wohl bauzeitliches Großgrün. | 09238248 |
| Direkt Bild zu diesem Denkmal hochladen | Wohnhaus in offener Bebauung, mit Einfriedung und Villengarten (Gartendenkmal)                                                                         | Friedrichstraße 34 (Karte)                  | im Kern 1885, laut Bauakte            | Putzbau mit Mansarddach, für W. Seume errichtetes und für C. G. Nobis umgestaltetes Wohnhaus in ortsbildprägender Lage, eigenwilliges Beispiel für ein in der Blütezeit der 1920er Jahre überformtes, älteres Gebäude, bauhistorischer und ortsgeschichtlicher Wert, die Keramikplastiken am Standerker auch künstlerisch von Bedeutung. Zweigeschossiger massiver Putzbau auf nahezu quadratischem Grundriss, Sockel aus unregelmäßigem Schichtenmauerwerk, dreigeschossiger halbrunder Anbau (wintergartenartig) mit Kegeldach und Knauf, rückwärtiges Treppenhaus mit Rundbogenfenstern, auf der Südseite auf Säulen gestützter Altan, zart profilierte Sandstein-Fenstergewände, weit überstehendes Mansarddach mit ausgebautem Mansardgeschoss, an der Unterseite der Traufe Stuckrelief, am Anbau Halbsäulen vor den durchfensterten Wandflächen im Erdgeschoss, Reste von vegetabilen Putzreliefs und zwischen den Obergeschoss Fenstern Reliefplatten (Terrakotta) mit Pflanzen- und Tiermotiven, Gaupen des Mansarddaches und Gesims des Anbaus mit Kupferabdeckung, kupferne Dachrinne mit geschwungenem Ablaufrohr, originale bauzeitliche Haustür (zweiflügelig), zum Teil originale Fenster mit Wintervorsatz, Kloben an den Gewänden weisen auf eine ursprüngliche Ausstattung mit Fensterläden hin, schmiedeeiserner Zaun, im Garten alter Baumbestand. | 09238252 |
| Direkt Bild zu diesem Denkmal hochladen | Doppelwohnhaus in offener Bebauung | Gornsdorfer Straße 3; 4 (Karte)             | 1906, laut Bauakte (Doppelwohnhaus)   | Weitgehend original erhaltenes, durch seine aufwändigere Fassadengestaltung und erhöhte Lage auffallendes Gebäude, baugeschichtlich von Bedeutung. Langgestreckter zweigeschossiger massiver Putzbau mit zehn mal zwei Achsen, schwach vorspringendem vierachsigem und mit einer Balustrade gerade abschließendem Mittelrisalit sowie ausgebautem steilem Satteldach mit Drempel, hoher Sockel in bis zu den Erdgeschoss-Fenstern hochgezogenem Klinkermauerwerk an der straßenseitigen symmetrisch gestalteten Schaufassade, diese mit durch Fensteranordnung und flach vorkragende Obergeschoss-Erker betonten Eingangsachsen mit dahinterliegenden Treppenhäusern zu beiden Seiten des Mittelrisalits, wohl kunststeinerne, die obere Hälfte der gerade abschließenden Fensteröffnungen U-förmig umschließende Gewände und Zierfachwerk im Bereich der obengenannten flachen Erker und des ebenfalls leicht vorkragenden Drempels, glatter, wohl originaler Putz, die Giebeldreiecke mit Asbestplattenverkleidung darunter wohl auch Zierfachwerk, die vier Dachgeschoss-Fenster des Mittelrisalits mit Segmentbogenstürzen und in Brüstungshöhe ansetzender lisenenartiger vortretender rundbogiger Rahmung, darüber die obengenannte Balustrade, diese Rahmungen und die Erkerkonsolen durch rauere Putztextur betont, Erdgeschoss- und Dachgeschoss-Fenster mit unterschiedlich gegliederten Brüstungsfeldern zusätzlich betont, Fenster und Dachdeckung jünger, Eingangstür der Nummer 3 originale zweiflügelige Tür in jugendstiliger Form, Gebäude bewohnt und instand gehalten (1999), als Spekulationsbau errichtet von den Bauherren Ernst Hermann Sonntag (rechte Hälfte) und der Familie Otto Schäfer & Co. aus Gunnersdorf bei Frankenberg (linke Hälfte), Planung und Ausführung Baumeister Manfred Sievers, Thalheim. | 09238219 |
| Direkt Bild zu diesem Denkmal hochladen | Villa, Gartenpavillon, Villengarten (Gartendenkmal) und Einfriedung                                                                                    | Gornsdorfer Straße 4a (Karte)               | 1910, laut Bauakte (Villa)            | Für die Strumpffabrikantenfamilie Minkos (später Görner) errichteter, stattlicher und repräsentativer Bau in erhöhter Lage am Hang mit umgebender parkartiger Anlage, Reformstil-Architektur, künstlerisch, bauhistorisch und ortsgeschichtlich von Bedeutung. - Villa: Überaus stattlicher, zweigeschossiger massiver Putzbau über etwa quadratischem Grundriss mit nahezu halbrundem, separat überdachtem Mittelrisalit mit Pilastergliederung sowie Attikageschoss, zwei seitlich davon angeordneten, eingeschossigen Standerkern an der talseitigen Schaufassade und Mansardwalmdach mit relativ kurzer unterer und eher flachgeneigter oberer Dachzone, nach Nordosten überdachter Eingangsbereich mit davorliegender Freitreppe, nach Südwesten weiterer Erker, Sockel in bruchrauem bossiertem Sandstein-Quader-Mauerwerk, das gesamte Gebäudeäußere mit einer barockisierenden Putzgliederung gestaltet (zu allen Seiten vier breite kolossale Pilaster, unter der Traufe profiliertes Gesims mit Eierstab, unter dem Traufbereich abgerundete, darunter dann konvex eingezogene Gebäudeecken, zum Teil einfache Gesimse im Brüstungsbereich und zurückliegende Putzspiegel), die Schauseite (nach Nordwesten) und die Eingangsseite (nach Nordosten) mit aufwendigerer Putzornamentik (profilierte und zum Teil ornamentierte Fensterrahmungen, Putzspiegel, sechs kannelierte Putzpilaster mit Schmuckkapitellen am Mittelrisalit sowie dazwischen und seitlich der Fenster Quetschputzornamentik: Fruchtgehänge, Medaillons mit figürlichen Darstellungen, Köpfe und anderes), originale Eingangstür, zum Teil originaler Fensterbestand, an Stelle der wohl ursprünglich schon vorhandenen, neue Rollläden, Dach mit breitgelagerter Fledermausgaupe über dem Eingang und je einer kleinen, strahlenförmig gesprossten Halbrundgaupe seitlich des mit einer relativ flachen Haube abschließenden Mittelrisalits, Deckung ursprünglich wohl mit Dachziegeln, jetzt Asbestplatten, die Haube des Mittelrisalits und die Erker mit Kupferblech, auf der Haube ebenfalls blecherne Bekrönung, auf dem Dach über dem Eingangsbereich wohl originale Schieferdeckung, im Innern überwiegend originale baufeste Ausstattung (Treppenanlage, Türen etc.) erhalten, Bauherrin laut Bauakte: Maria Selma Minkos. - Gartenpavillon: Talseitig relativ großflächig mit vertikalen Schiebefenstern belichteter, geschlossener Bau (wohl Fachwerk-Konstruktion, verbrettert) über gleichseitig sechseckigem Grundriss mit relativ hohem, mit weitem Schwung auslaufendem glockenförmigen Dach mit sechs Graten und durch profilierte Traufbretter abgesetztem oberem Abschnitt, der wie eine separat aufgesetzte Haube wirkt und mit einer metallenen Windrose bekrönt ist, Deckung mit Dachpappe. - Gewächshaus: Im oberen Bereich des Gartens platzierter, längsrechteckiger Bau in Eisen-Glas-Konstruktion auf gemauertem und verputztem, rund ein Meter hohem Sockel; der zwerchhausartige Eingangsbereich durch Ziersprossung und metallene Schnörkel auf dem Ortgang betont, zugehörig rund fünf Meter hoher Schornstein in Ziegel-Sicht-Mauerwerk auf quadratischem Grundriss, Abbruch 2016 festgestellt. - Einfriedung: Der relativ hohe Sockel und die Pfeiler aus Sandstein-Werksteinen mit gestockter Oberfläche, die Zaunfelder und das Tor schmiedeeisern, beide in sehr schlichten zeittypischen Formen. - Garten: Der Hang vor und hinter der Villa terrassiert, vom Tor zur Villa gepflasterte Auffahrt mit begleitender Alleepflanzung, alter Baumbestand. | 09238220 |
| Direkt Bild zu diesem Denkmal hochladen | Nördliche Villa und südliches Wohnhaus, Gartenpavillon, Villengarten (Gartendenkmal) und Einfriedung                                                   | Gornsdorfer Straße 4e (Karte)               | um 1925 (nördliche Villa)             | Für die Strumpffabrikantenfamilie Hofmann (Firma M. Richard Hofmann) in großzügigem Hanggrundstück über der Stadt errichtete, stattliche Bauten in ansprechender Gestaltung, ältere Villa Reformstil-Architektur, jüngeres Wohnhaus im traditionalistischen Stil der Zeit, bauhistorisch und ortsgeschichtlich, landschaftsgestaltend und zum Teil baukünstlerisch von Bedeutung. - Nördliche Villa: Hangseitig ein-, talseitig zweigeschossiger massiver Putzbau über gedrungen rechteckigem Grundriss mit an den beiden talseitigen Ecken zu einem Viertel eingestellten, dreigeschossigen, runden und turmartig wirkenden Standerkern sowie mit hohem und ausgebautem Mansardwalmdach, das nur talseitig geschosshoch herausragende Erdgeschoss als Sockelgeschoss in unregelmäßigem Granit-Quader-Mauerwerk gestaltet, der talseitig mittig angeordnete Eingang von Pfeilervorlagen gerahmt, die einen Balkon stützen, hangseitig mittig der Haupteingang mit großzügig verglastem eingeschossigem Vorbau und darüber gleichbreitem Dacherker mit Dreiecksgiebel, das Obergeschoss mit originalem grauem Edelputz und relativ schlichter Gliederung (bandartig aufgeputzte Fensterfaschen, mächtige Hohlkehle im Traufbereich mit Halbrundprofil am unteren Ansatz, als einfach stilisierte, kannelierte Pilaster gestaltete Wandpfeiler zwischen den Verglasungen des Vorhäuschens), das Dach mit geschwungenem, blechgedecktem Fuß, einzeln stehenden Gaupen mit flachen Dreiecksgiebeln im unteren und halbrunden Gaupen sowie Dachhechten im oberen Bereich asbestplattengedeckt, die mit hohen glockenförmigen Dächern mit Knäufen abgedeckten Standerker schiefergedeckt, vollständig erhaltener originaler Tür- und Fensterbestand (vor allem Galgenfenster mit Sechserteilung), zum Teil auch schmale hohe Formate), vor den Fenstern überwiegend original erhaltene, ausstellbare Rollläden, zwischen den umlaufend angeordneten Obergeschoss-Fenstern der Standerker hölzerne, zeittypisch ornamentierte Stützen, im Innern weitgehend vollständig erhaltene, zum Teil durch Vandalismus beschädigte, originale baufeste Ausstattung (der Eingangsbereich mit Stuckmarmorwandbekleidungen, vor allem das Hauptgeschoss mit Paneel verkleideten Wänden, Stuckdecken mit zum Teil sichtbarer floraler Dekorationsmalerei, Parkettfußboden, originale Treppe, Türen mit Beschlägen, Schrank- und andere Einbauten, Fliesen mit Zierfries, relativ aufwändig gestaltetem Bad mit zeittypisch gezackt überwölbter Wannennische im sonst schlichter gehaltenen Dachgeschoss. - Südliche Villa: Aus einem zweigeschossigen, über rechteckigem Grundriss errichtetem Hauptbaukörper und einem im rechten Winkel dazu gestellten eingeschossigen und kleinerem Gebäudeteil zusammengesetzter massiver Putzbau mit steilem Satteldach, Sockel aus schiefrigem Bruchstein-Mauerwerk, die schlichten Fassaden mit originalem Patschputz nur durch die Anordnung und die Formate der meist gedrungen rechteckigen bis quadratischen, zum Teil auch rundbogig abschließenden oder quer liegenden Öffnungen gegliedert, um die Fenster schmale glatte Putzfaschen, im Ortgang- und Traufbereich ebenfalls schmales und glattes flaches Karnies Profil, im Winkel zwischen den beiden Baukörpern unter dem vorgezogenen Dach des eingeschossigen Gebäudeteiles der Eingangsbereich mit offenen bruchsteingerahmten Rundbogenöffnungen nach beiden Seiten sowie Rundfenster, vor dem Eingangsbereich Treppe und Stützmauer in schiefrigem Bruchstein-Mauerwerk, talseitig vorgelagerte Terrasse mit darunterliegenden Nebenräumen (wohl jünger oder verändert), original erhaltener Tür- und Fensterbestand (kämpferlose Fenster mit aufgehenden Pfosten und Sechserteilung) mit überwiegend noch vorhandenen Fensterläden mit Lamellen, das Dach mit einzeln stehenden Gaupen mit schöner, unterschiedlich farbig schattierender Schieferdeckung, an einem der ebenfalls schieferverkleideten Schornsteine ein Sonnenmotiv, an den westlichen Gebäudeecken eventuell originale Lampen auf schmiedeeisernen Auslegern, im Innern erhaltene originale baufeste Ausstattung in schlichter, zeittypischer Gestaltung (Türen und Fenster mit Beschlägen, die originale Treppe, Stuckdecken, zum Teil mit rautenförmig gefüllten Flächen oder ähnlichen Motiven, Parkettfußböden usw.). - Pavillon: Östlich der nördlichen Villa errichteter, eingeschossiger massiver Putzbau auf quadratischem an den Ecken weit verschrägtem und somit nahezu gleichseitig achteckig wirkendem Grundriss, in Richtung der Villa rundbogige Türöffnung mit fünfstufiger Freitreppe und originaler zweiflügeliger Tür mit ursprünglich je Flügel achtteiliger (zwei mal vier) Verglasung und mit einem mit geschweiften Ziersprossen versehenem Oberlicht, der Dachkasten mit traufparalleler Sichtverbretterung, das Dach glockenförmig mit Knauf und wohl originaler Schieferdeckung. - Garten: Großzügige Anlage mit viel altem Baumbestand, die räumliche Wirkung und die ursprünglichen Blickbeziehungen zur Stadt und zur zugehörigen Fabrik durch mangelnde Pflege und Verwachsen gestört, die nur entlang der talseitig am Grundstück vorbeiführenden Gornsdorfer Straße angelegte, massive Einfriedung mit Stampfbetonstützmauer und -pfeilern ohne Zaunfelder erhalten. | 09238230 |
| Direkt Bild zu diesem Denkmal hochladen | Schulgebäude (ohne jüngeren Anbau) mit zugehöriger straßenseitiger Baumpflanzung                                                                       | Grundstraße 9 (Karte)                       | 1925–1926                             | Stattlicher, weitgehend original erhaltener Putzbau in ansprechender, expressionistisch beeinflusster Gestaltung, nach Entwurf des regional bekannten Architekten Paul Kranz aus Chemnitz, baukünstlerisch und schulgeschichtlich von Bedeutung. Auf durch eine Aufschüttung begradigtem Gelände am Hang errichteter, stattlicher langgestreckter dreigeschossiger und aus drei leicht versetzt angeordneten und in der Höhe gestaffelten Baukörpern zusammengesetzter Bau mit nach Osten abgewalmtem Satteldach, der westliche Kubus mit hohem spitzem Giebel zum Straßenraum orientiert und mit einem sternförmigen Fenster im Giebeldreieck sowie darunter drei hohen lanzettförmigen, wohl der Aula zuzuordnenden Fenstern versehen, die mittig über den vier darunterliegenden Fensterachsen angeordnet sind, vor der östlichen Ecke (des westlichen Baukörpers) über gleichseitig dreieckigem Grundriss standerkerartiger dreigeschossiger Eingangsvorbau mit repräsentativer und in expressionistischen Formen gestalteter Ecke und dem Eingangsbereich mit breiten werksteinernen Gewänden um die beiden lanzettförmigen Türöffnungen, darüber die versetzt angeordneten Treppenhausfenster, an der Ecke dieses Vorbaus lassen eine konsolartige Vorkragung und eine kleine Verdachung auf eine wohl ehemals angebrachte (figürliche?) Plastik schließen, die beiden nach Osten anschließenden Baukörper traufseitig zur Straße orientiert, der breitgelagerte mittlere Kubus mit hohen, in zwei mal vier Achsen angeordneten Klassenzimmerfenstern und liegender, nahezu durchgehender Schleppluke mit zehn Fenstern (diese ehemals mit spitzgiebeligen Aufsätzen gegliedert), der östliche Baukörper auf Grund der geringeren Geschosshöhen (wohl nur Wohn- und/oder Verwaltungsräume) niedriger, auf dem Dach einzeln stehende spitzgiebelige Gaupen, die hier angeordnete Tür und das oberste Fenster des in der westlichen Achse eingeordneten Nebentreppenhauses ebenfalls mit lanzettförmigen Öffnungen, unter dem ursprünglich schiefergedeckten Dach einfach abgeschrägtes Traufgesims, überwiegend originaler Fensterbestand (Kreuzstockfenster mit Achterteilung und querliegenden Scheibenformaten), zum Teil mit leicht farbigem Glas (im Treppenhaus), originale Eingangstüren, relativ schlichtes originales Treppenhaus, vor dem Gebäude bauzeitliche Baumpflanzung in geschwungener Reihe. | 09238274 |
| Weitere Bilder                          | Rathaus mit Nebengebäude im Hof | Hauptstraße 5 (Karte)                       | 1906–1907, bezeichnet 1906            | Stattlicher, zeittypischer und original erhaltener Putzbau, in Formensprache der Neorenaissance, in bildprägender zentraler Lage, bauhistorisch und ortsgeschichtlich, künstlerisch und städtebaulich von Bedeutung. Über winkelförmigem Grundriss in Ecklage errichteter, dreigeschossiger und in Neurenaissanceformen gestalteter massiver Putzbau mit belebt-verspielten Schaufassaden, unregelmäßig unterbrochenem und ausgebautem Walmdach und eingestelltem fünfgeschossigem Turm, der Sockel in unregelmäßigem Granitquadermauerwerk, die Kellerfenstergewände und das Sockelgesims in Sandstein, das Erdgeschoss, die Tür- und Fensterrahmungen sowie die zahlreichen Architekturgliederungen (profilierte Gesimse, Balkone, Reliefplatten etc.) in Rochlitzer Porphyrtuff, im Dachgeschoss des SO-Flügels vorgeblendetes Zierfachwerk, der Eckbereich durch den Grundriss, Fassaden- und Dachvorsprünge, einen balkonartigen Austritt im 2. Obergeschoss und durch den fünfgeschossigen, am Übergang zu SW-Flügel eingestellten Turm betont, der über etwa quadratischem Grundriss aufgeführte Turm mit altanartig gerahmtem, breitgelagertem Haupteingang im Erdgeschoss, Austritt im ersten Obergeschoss, reliefiertem Stadtwappen und Bezeichnung über dem dritten Obergeschoss, Rundbogenfenster im fünften Obergeschoss, Satteldach zwischen den hochgezogenen geschwungenen Giebeln und darauf quadratischem Dachreiter mit vier Uhren sowie mit achteckiger Laterne und geschweifter Haube, im Erdgeschoss des SW-Flügels der Ratskeller mit Eingang von der Stirnseite, am SW-Flügel flacher Seitenrisalit mit Volutengiebel und Balkon im ersten Obergeschoss, zum Teil bemerkenswerte Bleiverglasungen mit bildlichen Darstellungen (laut Dehio 1906/07 von Joseph Goller aus Dresden), die Türen überwiegend original, im Inneren repräsentatives Treppenhaus, aufwändig gestalteter Ratssaal und baufeste Ausstattung aus der Bauzeit erhalten (ornamentierte Fußbodenfliesen, zum Teil Scheingewölbedecken, Türen, Beschläge, Wandpaneele, Lampen, schmiedeeisernes Treppengeländer mit kandelaberartig gestaltetem Treppenanfänger, wohl am Original orientierte Farbfassung usw.), vor dem Haupteingang mehrfarbige Pflasterung mit Schriftzug „1959 Thalheim“ und dem Stadtwappen (vor 2017 abgebrochen), die schlichte Rückseite mit über Eck eingestelltem, abgerundetem Treppenhaus. Verleihung des Stadtrechts erst 1925. | 09238300 |
| Direkt Bild zu diesem Denkmal hochladen | Mietshaus in offener Bebauung (ohne südlichen Anbau)                                                                                                   | Hauptstraße 10 (Karte)                      | um 1900                               | Mit Laden, Putzfassade, repräsentativ gestalteter Bau in zentraler Lage unweit des Rathauses, typisches Beispiel für die gründerzeitliche Verstädterung der Ortsmitte, bauhistorisch von Bedeutung. Über rechteckigem Grundriss entlang der Hauptstraße errichteter dreigeschossiger massiver Putzbau mit relativ aufwändig gestalteten gründerzeitlichen Schaufassaden an Straßen- und Giebelseite(n), Läden im Erdgeschoss und mansardartigem Dach, die straßenseitige Schaufassade mit schwach vorspringenden Seitenrisaliten mit schmuckbekrönten Neorenaissancegiebeln und im zweiten Obergeschoss mittigem Erker, auf diesem aufgesetzte Laterne mit Knauf und darüber Wetterfahne, die giebelseitigen Schaufassaden mit mittigen Neorenaissanceschaugiebeln in Fassadenebene, die Fenstergewände, das Gurtgesims über dem Erdgeschoss, das kräftige Profil des Traufgesimses, die verschieden ausgeformten Fensterverdachungen und -bänke sowie der plastische Schmuck (insbesondere im Bereich der Giebel vorhanden) aus Werkstein, Fenster und Putz der Fassadenflächen jünger, im Erdgeschoss-Bereich veränderte Eingangssituation und wohl etwas vergrößerte Schaufenster, Dachdeckung Astbestplatten. | 09238234 |
| Direkt Bild zu diesem Denkmal hochladen | Südliche Wohnhaushälfte in halboffener Bebauung | Hauptstraße 18; 18a (Karte)                 | 1908, laut Bauakte                    | Mit Laden, Putzfassade mit Balkon, für das ehemalige Geschäfts- und Modehaus Richard Brunner errichteter repräsentativer Bau, typisches Beispiel für die gründerzeitliche Verstädterung der Ortsmitte, ortsentwicklungsgeschichtlich von Bedeutung. Dreigeschossiger massiver Putzbau mit relativ aufwändig gestalteten, vom Jugendstil beeinflussten Schaufassaden mit straßenseitig zwei flachen übergiebelten Seitenrisaliten, dazwischen eingespanntem Balkon und an der Südseite schwach vorspringendem Erker (beide im ersten Obergeschoss), darüber weiterem Schaugiebel sowie Satteldach mit verschiedenen Ausbauten, rechter Seitenrisalit mit originaler Zierverschieferung, vorstehendem Giebeldreieck, überstehendem Dach und darunter angeordnetem, kleinem dreiseitig geschlossenem Erker im zweiten Obergeschoss, der Balkon in Holzkonstruktion mit Zierbrüstungsfeldern, übrige Bereiche mit wohl in den 1920er Jahren aufgebrachtem grün durchgefärbtem Edelputz und zum Teil rötlichen Kunststeingewänden, über linkem Risalit und über dem seitlichem Fachwerkerker aufgemauerte Blendgiebel mit konvex-konkavem oberem Abschluss, zum Teil originaler Fensterbestand und wohl originale Schieferdeckung erhalten, Erdgeschoss mit nur leicht veränderter Ladenzone. | 09238235 |
| Direkt Bild zu diesem Denkmal hochladen | Gasthof in offener Bebauung, mit Erweiterungsbau | Hauptstraße 22 (Karte)                      | um 1830 (Gasthof)                     | Typisch dörflicher Gasthof mit Fachwerk-Obergeschoss, mit jüngerem Fachwerkanbau, in zentraler ortsbildprägender Lage an der Zwönitz, hoher Erinnerungswert, ortsgeschichtlich und baugeschichtlich von Bedeutung. - Hauptbau: Typisches Häuslerhaus mit schon historischer, eventuell sogar originaler Gaststube, zweigeschossiger parallel zur Straße und etwas zurückgesetzt errichteter Bau über rechteckigem Grundriss mit Krüppelwalmdach, Erdgeschoss massiv mit eventuell schon originaler, später vergrößerter Gaststube, Fenstergewände Werkstein überstrichen oder überputzt, Obergeschoss Fachwerk überputzt mit Fensteröffnungen in originaler Größe und verschiefertem Giebel, rückwärtig größere jüngere Anbauten (ohne Denkmalwert), Dachdeckung Preolitschindeln. - Erweiterungsbau: Im Winkel an den kleiner wirkenden Hauptbau angesetztes, zweigeschossiges Gebäude mit ausgebautem, steilem Satteldach und beidseitig langen durchgehenden Schleppgaupen, zur Straße weisender Giebel, nördlich die Zwönitz vorbeifließend, Erdgeschoss massiv mit Rundbogenfensteröffnungen, Obergeschoss vorkragend mit aufgeblendetem Fachwerk, relativ großen Fensteröffnungen und ursprünglich bemalten Gefachen (teils floral, teils figürlich), zwischen den Fenstern der Schleppgaupen ebenfalls aufgeblendetes Fachwerk, ursprünglich Schiefer-, jetzt Preolitschindeldeckung. | 09238236 |
| Direkt Bild zu diesem Denkmal hochladen | Litfaßsäule | Hauptstraße 23 (bei) (Karte)                | 1. Drittel 20. Jahrhundert            | In ortsbildprägender Lage erhaltenes Objekt von stadtgeschichtlicher Bedeutung und hohem ortsgeschichtlichem Erinnerungswert. (Vermutlich Stampf-) Betonkubus über kreisrundem Grundriss mit rund einem Meter Durchmesser, umlaufende Traufe in gedrungener Karnies Form, flache haubenförmige Blechabdeckung mit mittiger, etwa 10 Zentimeter erhöhter, ebenfalls kreisrunder Aufkantung (darauf ursprünglich weitere Aufbauten), die Säule trägt ein wohl originales Schild mit der historischen Nummerierung. | 09238287 |
| Direkt Bild zu diesem Denkmal hochladen | Wohnhaus in offener Bebauung und in Ecklage | Hauptstraße 24 (Karte)                      | 1914, laut Bauakte                    | Ansprechend gestalteter, zeittypischer Putzbau, wohl für die dahinterliegende ehemalige Firma Gustav Rudolph errichtetes Gebäude in ortsbildprägender Ecklage, Reformstil-Architektur, bauhistorisch von Bedeutung. Zweigeschossiger, massiver Putzbau über nahezu quadratischem Grundriss in Ecklage zur Ludwig-Jahn-Straße mit mansardartigem, ausgebautem Dach mit verschiedenen Aufbauten, der Sockel in unregelmäßigem Naturstein-Mauerwerk, die beiden Straßenfassaden relativ stark gegliedert (eingezogene Ecke, im Obergeschoss ein Eck- und je ein weiterer Erker auf den beiden Seiten, diese mit separaten Blechverdachungen, im Dachgeschoss zwei größere zwerchhausartige Dachausbauten mit relativ breiten Halbwalmgiebeln), im Bereich der Traufe, um die Fenster und an den Erkern Putzprofile und -ornamente, rückseitig Treppenturm mit schlichter originaler Bleiverglasung, fast vollständig originaler Fensterbestand, zur Hauptstraße originale schmiedeeiserne Halterungen (Fahnenhalter und Blumenkastenhalter), Dachdeckung mit Preolitschindeln. | 09238237 |
| Direkt Bild zu diesem Denkmal hochladen | Südliche Wohnhaushälfte in Ecklage und in halboffener Bebauung, mit seitlicher Einfriedung                                                             | Hauptstraße 29 (Karte)                      | bezeichnet 1905                       | Mit Laden, kleiner Wohn- und Geschäftshausbau mit Blendgiebel in Ecklage, ortsentwicklungsgeschichtlich von Bedeutung. Zweigeschossiger massiver Putzbau in Ecklage (NW-Ecke der Kreuzung), mit flachem Dach und schönem Blendgiebel mit Aufsätzen über der verschrägten Ecke, Erdgeschoss durch Spaltklinkerverkleidung im Sockelbereich, profiliertes Gurt- und Traufgesims sowie die Tür- und Fenstergewände aus Kunststein (leicht verziert), ebenso die im Brüstungsbereich der Obergeschoss-Fenster angeordneten, mit floralen Jugendstilornamenten geschmückten Reliefplatten, Fensterbestand neu, nach Westen anschließende schmiedeeiserne Einfriedung mit reliefverzierten Kunststein-Zaunsäulen in Formen, die dem Jugendstil entlehnt sind, im Blendgiebel Bezeichnung: „Louis Schreiber. 1905“. | 09238239 |
| Direkt Bild zu diesem Denkmal hochladen | Wohnhaus in Ecklage und in offener Bebauung | Hauptstraße 30 (Karte)                      | 1906, laut Bauakte                    | Mit Laden, historisierende Klinkerfassade, für den Grünwarenhändler Heinrich Gläser errichteter, stattlicher Bau in zentraler Ecklage, typisches Beispiel für die gründerzeitliche Verstädterung der Ortsmitte, bauhistorisch von Bedeutung. Mit drei Schaufassaden (zur Haupt-, Grund- und Lindenstraße) über winkelförmigem Grundriss in Ecklage zur Grundstraße errichteter, zweigeschossiger massiver Bau mit drempelartig erhöhtem, ausgebautem Dachgeschoss, dieses mit zur Lindenstraße abgewalmtem Satteldach, an den drei straßenseitigen Gebäudeecken dreigeschossige Bereiche und dazwischen einzeln stehende, übergiebelte Gaupen, Sockel in Naturstein-Polygonalmauerwerk mit reliefierten Bossenoberflächen, Kellerfenstergewände in Kunststein, das verputzte und mit waagerechter durchlaufender Putznutung versehene Erdgeschoss mit an beiden Straßenecken originalen Ladeneingängen und, jeweils zu beiden Seiten derselben angeordneten, originalen Schaufenstern, das Obergeschoss in Klinker-Verblendmauerwerk, die Gurtgesimse und -bänder Kunststein, ebenso die mit floralen Ornamenten in Jugendstilanklängen geschmückten, in der Drempelzone jeweils über den Fenstern angeordneten Reliefplatten, die dreigeschossigen Eckbereiche ursprünglich sicher mit Ziergiebeln bekrönt, jetzt schlichten reduzierten oberen Abschlüssen, im hofseitigen Winkel über Eck eingestelltes Treppenhaus, die Dachfläche mit originaler Schieferdeckung, in den oberen Geschossen originaler Fensterbestand, Haus- und Ladeneingangstüren sowie Erdgeschoss-Fenster jünger, die Ausführenden (Gebrüder Uhlig) unter anderem durch den Bau der Kirche im Ort bekannt. | 09238238 |
| Direkt Bild zu diesem Denkmal hochladen | Fabrikgebäude | Hauptstraße 32b (Karte)                     | 1925, laut Bauakte (Fabrikgebäude)    | Zeittypischer Putzbau, für den Strumpffabrikanten Louis Kunig errichtetes, ansprechend gestaltetes Fabrikgebäude, bauhistorisch und ortsgeschichtlich von Bedeutung. - Wohnhaus: Ursprünglich mit Sichtfachwerk im Obergeschoss versehenes und relativ aufwendig im historistischen Sinne (Schweizer-Stil-Anklänge) gestaltetes, für den „Strumpffactor“ Lange errichtetes Gebäude, heutige Erscheinung auf 1920 erfolgte Umgestaltung und Verputzung zurückgehend, zweigeschossiger verputzter Bau mit vier mal sechs Fensterachsen über gedrungen rechteckigem Grundriss mit mäßig geneigtem, überstehendem Satteldach und straßenseitigem, von zwei einzeln stehenden Gaupen flankiertem Zwerchhaus, Kubatur, Dachform, Wand-Öffnungs-Verhältnis sowie die Tür- und Fenstergewände des Erdgeschosses aus Werkstein aus der Bauzeit erhalten, ehemals wohl straßenseitiger Eingang, jetzt dort breiteres Fenster, die Verputzung mit relativ schlichten geometrischen Gliederungen, um die Fenster einfache Putzprofile, in deren Brüstungsbereichen einfache Spiegel, an den Gebäudeecken flache Lisenen mit Putznutung und im Traufbereich Hohlkehle, die Giebeldreiecke verschiefert, hofseitig Fachwerk-Treppenhausausbau und wohl bauzeitliche Eingangstür, die Fenster aus der Umbauphase, Asbestplattendachdeckung, straßenseitig Gedenkplatte: „In diesem Hause wurde am 30. August 1882 der Sänger unserer Heimat Erich Langer geboren. / Erzgebirgsverein Thalheim“. - Fabrikgebäude: Hinter dem Wohnhaus errichteter, südlich an einen wohl älteren zweigeschossigen Bau angesetzter, viergeschossiger massiver Putzbau über nahezu quadratischem Grundriss mit einem um ein Geschoss erhöhtem Treppenturm, dieser als Zwischenglied zum älteren Baukörper und als Blickfang konzipiert, der Hauptbau mit flachem Satteldach, der Treppenturm mit flachem Walmdach, fast vollständig erhaltene Putzgliederung: über drei Geschosse laufende Lisenen mit kapitellartigen Abschlüssen, darüber stark profiliertes Hauptgesims mit Zahnschnitt unter dem Überstand, drittes Obergeschoss als Attikageschoss, dieses jedoch durch einfache Putznutungen an den Ecken und zwischen den Fenstern betont, an der Nord- und Ostseite (zur Stadtmitte) der Erhöhung jeweils Abdruck des ehem. aufgesetzten Schriftzuges „Louis Kunig“, schöne originale zweiflügelige Eingangstür mit rundbogigem gesprosstem Oberlicht an der Ostseite, überwiegend originaler Fensterbestand erhalten (1999). | 09238240 |
| Direkt Bild zu diesem Denkmal hochladen | Wohnhaus (mit zwei Hausnummern) in offener Bebauung | Hauptstraße 33; 33a (Karte)                 | 1906–1907, laut Bauakte               | Mit Laden, Putzfassade mit Ziegelsockel und Fachwerkelementen im Dach, als „Wohnhaus mit Bäckereianlage und Kaffeeschank“ für den Bäckermeister Richard Gräbner errichteter, stattlicher Bau von ortshistorischer und baugeschichtlicher Bedeutung. Stattlicher zweigeschossiger und massiver Putzbau über langgestrecktem und tiefem Grundriss mit ausgebautem gewalmtem mansardartigem Dach mit zahlreichen Ausbauten, aufwändig gestaltete Schaufassaden mit zwei übergiebelten Risaliten und dazwischenliegendem Eingang zur Straße sowie an den Seiten separat überdachten Standerkern im Erdgeschoss und erkerartigen Dachausbauten, über dem verputztem Sockel, bis in Höhe Fenstermitte der rundbogig abschließenden und zum Teil als Schaufenster breiter angelegten Erdgeschoss-Fensteröffnungen Klinker-Sicht-Mauerwerk, darüber glatte und ab Mitte der Obergeschoss-Fenster raue Verputzung, jeweils dazwischen sowie im Traufbereich Gurtbänder, diese sowie die U-förmig nur um die oberen Bereiche der Öffnungen gelegten, ornamentierten Gewände wohl aus Kunststein (überstrichen), die leicht vorkragenden Giebel der Risalite und erkerartigen Ausbauten mit Zierfachwerk und Holzprofilen, Dach mit stehenden Gaupen zwischen den genannten Giebeln und mit neuer Schieferdeckung. | 09238241 |
|                                         | Wohnstallhaus eines ehemaligen Dreiseithofes | Helenenstraße 2 (Karte)                     | 1844, laut Auskunft                   | Obergeschoss strebenreiches Fachwerk, nach einem Brand in zeit- und landschaftstypischen Formen wiederaufgebautes Gebäude eines heute in innerstädtischer Lage befindlichen Bauernhofes, Teil der alten Ortsstruktur, baugeschichtlich von Bedeutung. - Wohnstallhaus: Zweigeschossiger, relativ langgestreckter Bau mit Krüppelwalmdach, Erdgeschoss massiv mit zwei Türgewänden und Fenstergewänden aus überstrichenem Werkstein, Tür- und Fensterbestand neu, Obergeschoss Fachwerk, zum Teil sichtbar, an der Giebelseite verschiefert, originale Fensteröffnungsgrößen, Fensterbestand neu, Dach mit erneuerter altdeutscher Schieferdeckung fünf kleinen geschweiften Gaupen in gestaffelter Anordnung (unten drei, darüber zwei auf Lücke), - Scheune: Quererschlossene vierzonige Scheune mit Durchfahrtstenne und Wagenremise (mit hofseitigem Tor) in verbretterter Fachwerkbauweise auf unterschiedlich hohem Sockel aus schiefrigem Bruchstein, Krüppelwalmdach mit wohl originaler altdeutscher Schieferdeckung und zwei hofseitigen Gaupen in analoger Gestaltung wie die auf dem Wohnstallhaus, gartenseitig Dachpappendeckung, zur Helenenstraße historischer Anbau mit flachem Schleppdach in analoger Konstruktion. | 09238222 |
| Direkt Bild zu diesem Denkmal hochladen | Wohnhaus in offener Bebauung, mit Einfriedung, Hofpflasterung und Garten                                                                               | Helenenstraße 2b (Karte)                    | 1936 laut Auskunft                    | Villenartiger Putzbau, für den Tierarzt Paul Otto Zill errichtetes Gebäude in zentraler Lage, Haus und Umfeld in ansprechender Gestaltung, bauhistorisch und ortsgeschichtlich von Bedeutung. Eher zurückhaltend gestalteter, dem traditionellen, heimatstiligen Bauen verpflichteter, zweigeschossiger massiver Putzbau über nahezu quadratischem Grundriss mit hohem Sockel in Natursteinquadermauerwerk, straßenseitig schwach vorspringendem Mittelrisalit mit steilem Giebel, daran im Erdgeschoss dreiseitig geschlossenem Standerker sowie mit Walmdach, der Außenputz glatt, jetzt gestrichen mit farbig heller abgesetzten Fensterfaschen, im Bereich der Traufe und des Ortgangs des Risalitgiebels einfache aber kräftige Putzprofile, der eingezogene Eingang mit spitzbogiger Natursteinquader-Rahmung, schmiedeeisernem Ziergitter und bis auf den gepflasterten Fußweg reichendem Treppenaufgang, schöne und qualitätvolle Eingangstür mit schmiedeeiserner Fenstervergitterung (mit Äskulapschlange) sowie originaler Fensterbestand, das Dach mit Schieferdeckung, der Standerker mit Kupferblechbedachung, die Einfriedung analog mit dem Gebäudesockel gemauerten Pfeilern und Sockel sowie mit zeittypischen, hölzernen Zaunsfeldern, zwei große Solitär-Laubbäume aus der Bauzeit, originale Wege aus Granit. | 09238225 |
| Direkt Bild zu diesem Denkmal hochladen | Wohnhaus in offener Bebauung | Helenenstraße 3 (Karte)                     | Ende 19. Jahrhundert                  | Schlichter jedoch ansprechend gestalteter und typischer Mietshausbau, gutes Beispiel für die gründerzeitliche Überformung des Ortes, ortsentwicklungsgeschichtlich von Bedeutung. Zweigeschossiger massiver Putzbau mit sechs mal zwei Fensterachsen, straßenseitig mittigem, zweiachsigem und schwach vorspringendem übergiebeltem Mittelrisalit und mäßig geneigtem ausgebautem Satteldach, relativ hoher Bruchsteinsockel mit werksteinernen Kellerfenstergewänden, Fassadengestaltung mit vollständig erhaltenen Werksteingewänden mit umlaufenden Profilen und im Obergeschoss geraden Verdachungen, in den seitlichen Giebelspitzen Rundfenster und straßenseitig gekuppeltes, ebenfalls werksteingerahmtes Rundbogenfenster im Dachgeschoss des Mittelrisalites, auf der geraden Verdachung des darunterliegenden Fensterpaares des Obergeschosses einfache werksteinerne Volutenbekrönung, der verkröpfte Trauf- und der Ortgangbereich sowie das den Mittelrisalit abschließende Giebeldreieck mit feinen Werksteinprofilen, hofseitig originale Tür, überwiegend originaler Fensterbestand mit Winterfenstern (1999), Dach mit zwei kleinen stehenden Gaupen mit profilierten Dreiecksgiebeln seitlich des Mittelrisalits und mit Asbestplattendeckung. | 09238223 |
| Direkt Bild zu diesem Denkmal hochladen | Beamtenwohnhaus (mit zwei Hausnummern) in offener Bebauung                                                                                             | Helenenstraße 6a; 6b (Karte)                | 1924, laut Bauakte                    | Original erhaltenes, repräsentatives und qualitätvolles Beamtenwohnhaus der gegenüberliegenden ehemaligen Strumpffabrik Görner, mit schöner Putzdekoration im Art-Déco-Stil und im gleichen Stil gehaltener Innenausstattung, künstlerisch sowie bauhistorisch und sozialgeschichtlich von Bedeutung. Über langgestrecktem rechteckigem Grundriss gegenüber der zugehörigen Fabrik errichteter und entlang der Straße ausgerichteter, zweigeschossiger massiver Putzbau mit ausgebautem Walmdach, straßenseitiger Schaufassade mit breitem, leicht vorspringendem übergiebeltem Mittelrisalit, verschiedenen Gaupen und rundem, mit flachen, geschweiften Hauben (mit Spitze) separat überdachten Standerkern an den beiden straßenseitigen Gebäudeecken, die Schaufassade reich, die übrigen schlichter mit Steinputz-, Putz- und Quetschputzornamentik, Profilen usw. gestaltet, zeittypische, gezackte Formen in Art-déco-Anlehnung, der hohe Sockel und die beiden Eingangsportale seitlich des Mittelrisalits in steinmetzmäßig bearbeitetem Steinputz (mit Scharruren), die übrigen Bereiche in gräulich durchgefärbtem Edelputz, die Türen und fast alle Fenster (diese mit bauzeitlichen Rollläden) original, (mindestens im Treppenhaus erhaltene bauzeitliche Innenausstattung (Treppe, Geländer, Türen...)) in gleicher, hoher Qualität. | 09238224 |
| Direkt Bild zu diesem Denkmal hochladen | Wohnhaus in offener Bebauung, mit Einfriedung | Helenenstraße 8 (Karte)                     | 1922 laut Bauakte, im Kern älter      | Für den Strumpffabrikanten Görner ansprechend umgestalteter, repräsentativer Bau, bauhistorisch und ortsgeschichtlich von Bedeutung. Über nahezu quadratischem Grundriss errichteter zweigeschossiger massiver Putzbau in zurückhaltender aber solider villenartiger Gestaltung mit Walmdach, straßenseitig segmentbogiger eingeschossiger Standerker, der seitliche Eingangsbereich mit ebenfalls eingeschossigem Vorbau und die gegenüberliegende Hofseite mit dreiseitig geschlossenem Obergeschosserker, der Sockel in polygonalem Naturstein-Mauerwerk, die Fassaden mit originalem Putz und mit einfachen Putzprofilen im Trauf- und Brüstungsbereich sowie zwischen den Geschossen und um die Obergeschoss-Fenster, Erdgeschoss-Fenstergewände in Werkstein und bis auf den Erkerbereich mit Segmentbogensturz, die Ausbauten jeweils mit separater Bedachung, auf dem Dach straßenseitig zweifenstrige stehende Gaupe mit geschweiftem Dach und noch originaler Verschieferung, die übrigen Dachflächen sowie die beiden seitlichen dreifenstrigen Schleppgaupen mit Preolitschindeldeckung, Tür- und Fensterbestand original (mit zugehörigen Rollläden, 1999), an den Fenstern des Eingangsbereiches sowie das dortige Geländer originale Schmiedeeisenarbeiten, die Einfriedung mit Sockel und Pfeilern aus Kunststein sowie hölzernem Zaunfeld mit gedrehten Drallien, Einfahrtstor und -tür jünger. | 09238228 |
| Direkt Bild zu diesem Denkmal hochladen | Fabrikgebäude | Helenenstraße 9 (Karte)                     | 1905, laut Bauakte (Fabrikgebäude)    | Für den Strumpffabrikanten Görner errichteter, zu den stattlichsten Gebäuden des Ortes zählender Fabrikbau in zentraler Lage, ansprechender Gestaltung und in gutem Originalzustand, industriebauhistorisch und ortsgeschichtlich sowie städtebaulich von Bedeutung. Sehr langgestreckter, hoher viergeschossiger Bau mit etwas breiterem und ein halbes Geschoss höherem, etwa über quadratischem Grundriss ausgeführtem Kopfbau sowie auf beiden Gebäudeteilen flach geneigtem Satteldach (das des Kopfbaus mit First in Gebäudequerrichtung), zur Helenenstraße etwa in Gebäudemitte originaler Treppenhausanbau (wohl mit Aufzug), im Kopfbau mit separatem Eingang offenbar die Verwaltungsräume und das Treppenhaus, Sockel aus Granit-Polygonalmauerwerk, darüber gelbe Klinkerfassaden mit relativ breiten die drei Obergeschosse verbindenden Lisenen zwischen jeder Fensterachse, oberhalb des nur an den Ecken in diese Gliederung einbezogenen Erdgeschosses und im Traufbereich kräftige Gesimse, zum Teil wie auch die Fensterbrüstungen, mit grünglasierten Klinkern betont, die Lisenengliederung am Kopfbau weiter aber kräftiger und mit Binnengliederung sowie starker Eckbetonung ausgeführt, diese durch würfelartige Eckaufbauten zusätzlich betont, auf dem Kopfbau zu den Gebäudelängsseiten weisende flache Giebel mit gerade abschließenden mittleren Bereichen, nahezu vollständig erhaltener originaler Tür- und Fensterbestand, am Kopfbau große Galgenfenster und zeittypisch gegliederte Treppenhausfenster, am Längsbau typische Fabrikfenster mit drei mal vier Scheibengliederung, Dachdeckung jünger. | 09238226 |
| Direkt Bild zu diesem Denkmal hochladen | Villa mit Garten | Hormersdorfer Weg 6 (Karte)                 | 1924–1925 laut Auskunft               | Putzfassade im Reformstil der Zeit nach 1910, für den Fabrikanten Erich Römer in großem Hanggrundstück gegenüber dem Bahnhof errichtetes repräsentatives Gebäude, bauhistorisch von Bedeutung. - Villa: Über etwa quadratischem Grundriss errichteter, zweigeschossiger massiver Putzbau mit der Schauseite vorgelagertem mächtigem halbrundem eingeschossigem Standerker und mäßig geneigtem, relativ weit überstehendem und mit Schwung auslaufendem Walmdach, der Sockel aus Granit-Polygonalmauerwerk, das Obergeschoss durch ein in Fensterbrüstungshöhe umlaufendes relativ breites und flaches gestuftes Gurtgesims wesentlich niedriger als das Erdgeschoss wirkend, an den Gebäudeecken von diesem Gesims bis zum Dachkasten reichende, eingestellte Säulen, die anschließenden Eckbereiche mit Putznutung betont, der weit ausladende halbrunde Standerker auf der talwärts ausgerichteten Schauseite mit sechs Halb- bzw. Viertelsäulen zwischen den hier höheren und halbrund abschließenden Fenstern, darüberliegend der Brüstungsbereich des Balkons, dessen Rückseite etwas hinter die Fassadenflucht eingezogen ist, die übrigen Erdgeschoss-Fenster mit leicht zurückgesetzter geputzter und ebenfalls nach oben halbrund abschließender Rahmung, der hangseitige Eingangsbereich mittig, etwas vorgezogen und von zwei einen kleineren Balkon tragenden Säulen flankiert, sämtliche Flächen (auch auf den Säulen) mit wohl originalem Kratzputz, das Dach mit unterschiedlich großen Fledermausgaupen (die auf der Schauseite relativ breit und die Erkerachse betonend), sowie mit wohl originaler Biberschwanzdoppeldeckung, Haustür, Kastenfensterbestand und die baufeste Innenausstattung (Terrazzofußboden, Fliesen, Türen...) weitgehend original erhalten (1999). - Garten: Wertvoller Altgehölzbestand aus unter anderem Linde (Tilia spec.), Rot-Buche (Fagus sylvatica), Rosskastanie (Aesculus hippocastanum) und Stiel-Eiche (Quercus robur) sowie Rhododendron, das nach Nordwesten abfallende Gelände ist terrassiert und wird durch Böschungen abgefangen, Wegeflächen am Haus mit Granitpflaster, wohl ungenehmigte Veränderungen (zum Beispiel Pooleinbau nordwestlich der Villa). | 09238255 |
| Direkt Bild zu diesem Denkmal hochladen | Fabrikanten-Wohnhaus | Innere Bergstraße 4 (Karte)                 | 1929 laut Bauakte                     | Für den Strumpffabrikanten Paul Müller errichteter, mit Innenausstattung erhaltener Bau in ortsbildprägender erhöhter Lage, mit dem ehemaligen zugehörigen Fabrikgebäude (Äußere Bergstraße 5, siehe dort) ein zeittypisches Ensemble bildend, bauhistorisch und ortsgeschichtlich von Bedeutung. Relativ hoher, eingeschossiger massiver Putzbau, in erhöhter Lage auf aufgeschüttetem und durch eine Stützmauer gesichertem Terrain vor der zugehörigen Fabrik errichtet, senkrecht zum Hang und zur Straße orientierter, gedrungen rechteckiger Grundriss, ausgebautes, halbgewalmtes Mansarddach sowie mehrere Fassadenvorsprünge oder Vorbauten, an der östlichen, talseitigen Giebelseite mächtiger fünfseitig geschlossener, zweigeschossiger Standerker mit kannelierten Säulen an den Ecken, durchlaufendem gestuftem Traufprofil, darüber durchgängiger Dachschürze, fünf holzgerahmten Dachgeschoss-Fenstern und geschweifter achtseitiger Mansardhaube mit Knauf, an der Nordseite Eingangsvorbau mit repräsentativem, von einem kleinen Altan mit zwei kannelierten Säulen gerahmten Eingang, die darüberliegende Austrittstüröffnung rundbogig mit plastischem, den Sturz begleitendem Dekor, das Dach ebenfalls als halbgewalmtes Mansarddach ausgeführt, das Traufprofil verkröpft, an der Südseite mittiges, relativ breit gelagertes Zwerchhaus mit flachem, profilgerahmtem Dreiecksgiebel und Tür auf schmalen, von einer werksteinernen Balustrade eingefassten und auf einem im Grundriss etwas vorspringenden Ausbau angeordneten Austritt, originaler Tür- und Fensterbestand (zum Teil horizontal geteilte, im oberen Bereich gesprosste Schiebefenster), im Innern erhaltene baufeste Ausstattung, unter anderem Türen, Paneele, Stuckdecken mit Deckenbildern oder -bemalung (Auskunft), Preolitschindeldachdeckung. | 09238284 |
| Direkt Bild zu diesem Denkmal hochladen | Doppelwohnhaus in offener Bebauung, mit Vorgarten, Einfriedung sowie Hof- und Wegepflasterung                                                          | Ludwig-Jahn-Straße 1; 2 (Karte)             | um 1900                               | Klinkerfassade, ansprechend gestaltetes zeittypisches Ensemble, gutes Beispiel für die gründerzeitliche Erweiterung des Ortes, baugeschichtlich von Bedeutung. - Wohnhaus: Langgestreckter, gegen den Hang gestellter und mit dem talseitigen Sockel weit herausragender zweigeschossiger massiver Putzbau mit Drempel und mäßig bis steil geneigtem, überstehendem und ausgebautem Satteldach, straßenseitig zwei mal fünf Fensterachsen, über der mittleren jeweils ein Zwerchhaus mit zweifach gekuppeltem Fenster und an den Giebelseiten zwei weit auseinander liegende Fensterachsen und ebenfalls zweifach gekuppelten dazwischen angeordneten Fenstern im Dachgeschoss, das Sockelgeschoss in Natursteinquadermauerwerk, mit Sandsteinfenstergewänden und durch kräftiges sandsteinernes Sockelgesims abgeschlossen, das Erdgeschoss glatt verputzt (wohl original) mit einfachen geohrten Fenstergewänden mit erhabenem Rand und Schlusssteinandeutung, darüber profiliertes Gurtgesims, das Obergeschoss und das Dachgeschoss in rotem Klinker-Verblendmauerwerk mit einfachen Ornamenten und Gliederungen Brüstungsspiegel, Band mit Rhomben zwischen den Fenstern, segmentbogige Fensterüberfangungen, in grünen und gelben Verblendern, die Sandstein-Fenstergewände einfach profiliert und mit geraden Verdachungen, geschweift gesägte Pfetten- und Sparrenenden, das Dach mit jüngerer Asbestplattendeckung, originale zweiflügelige Eingangstüren, vor den Eingängen originale offene und zeittypisch verzierte, hölzerne Vorhäuschen, das vor Nummer 1 mit balkonartigem Freisitz, noch einige originale Fenster erhalten (1999), die innere baufeste Ausstattung (Türen, Fenster, farbiger Keramikfußbodenbelag, schmiedeeisernes Treppengeländer usw.) sowie die originale Farbfassung im Treppenhaus (Sockelabsetzung, Schablonierarbeiten) in allerdings schlechtem Zustand erhalten (1999), im Hof Flächen mit verschieden großen Granitpflastersteinen, Einfriedung mit Tür und Tor erhalten, schöne schmiedeeiserne Arbeiten zwischen Pfeilern und über Sockel aus Klinkermauerwerk, die Torpfeiler mit sandsteinerner Kugelbekrönung. | 09238277 |
| Direkt Bild zu diesem Denkmal hochladen | Wohnhaus in offener Bebauung, mit Einfriedung und Hofpflasterung                                                                                       | Ludwig-Jahn-Straße 3 (Karte)                | 1902, laut Auskunft                   | Zeittypische Klinkerfassade, mit dem benachbartem Doppelwohnhaus (Nummer 1/2) ein schönes Ensemble bildend, baugeschichtlich von Bedeutung, die Bleiverglasungen des Treppenhauses auch künstlerisch von Bedeutung. Zweigeschossiger massiver Putzbau (sechs mal drei Achsen), kräftiges Gurtgesims aus Sandstein, überstehendes Satteldach mit Freigespärre an den Giebelseiten, über den Mittelachsen Dacherker mit Dreiecksgiebel, rote Verblendklinker im ersten Obergeschoss, Erdgeschoss-Putz vermutlich erneuert, um Erdgeschoss-Fenster segmentbogenförmige Putzblenden, Obergeschoss-Fenster in rundbogigem Blendfeld mit gelber Klinkerrahmung, gekuppelte Rundbogenfenster in den Giebeln, im Treppenhaus zwei originale Rundbogenfenster mit bildlich-dekorativen Bleiverglasungen, schmiedeeiserne Treppengeländer, farbige Kunststeinfliesen, Terrazzofußboden, originale Wohnungstüren, Toreinfahrt mit mächtigen Sandsteinpfeilern mit flachem Aufsatz, schmiedeeisernes Tor und Zaun. | 09238269 |
| Direkt Bild zu diesem Denkmal hochladen | Fabrikanten-Wohnhaus in offener Bebauung, mit Einfriedung und Villengarten (Gartendenkmal) mit Grotte                                                  | Robert-Koch-Straße 5 (Karte)                | 1902, laut Bauakte (Fabrikantenvilla) | Mit historisierender Putzfassade, für den Strumpffabrikanten Bruno Neukirchner errichteter, stattlicher und repräsentativer Bau mit bahnseitiger Schaufassade und reicher, qualitätvoller Innenausstattung, parkartiger Villengarten mit Grotte, Teich und Gehölzbestand, künstlerisch, baugeschichtlich und ortsgeschichtlich von Bedeutung. - Villa: Mit einer Schaufassade zur Bahn orientierter, überaus stattlicher und repräsentativer dreigeschossiger Putzbau über nahezu quadratischem Grundriss, mit an allen Seiten traufhohen, relativ breiten und flachen Mittelrisaliten sowie flachem Walmdach, der relativ hohe Sockel, die beiden bahnseitigen, ehemals offenen Loggienbereiche an den Gebäudeecken sowie die Fensterrahmungen und die übrige Architekturgliederung in Sandstein, die übrigen Fassadenflächen 1925 mit ockergelb eingefärbtem Edelputz neu verputzt, die Erdgeschoss-Bereiche der Mittelrisalite mit Rustizierung, über dem Sockel, im Kämpferbereich der Erdgeschoss-Fenster, über dem Erdgeschoss, im Brüstungsbereich der Fenster des ersten Obergeschoss und im Traufbereich auch über die Mittelrisaliten umlaufende profilierte Gesimse, die Erdgeschoss-Fensteröffnungen mit rundbogigem Abschluss und Schlusssteinmotiv, die Fenster des ersten Obergeschosses der Mittelrisalite mit Dreiecksgiebel, die übrigen des ersten Obergeschosses mit geraden Verdachungen, die des zweiten Obergeschosses an den Mittelrisaliten mit jeweils mittigem Bekrönungsmotiv, die Obergeschoss-Gewände geohrt und mit Konsolen unter den profilierten Fensterbänken und -verdachungen, im Erdgeschoss und ersten Obergeschoss werksteinerne Brüstungsfelder, an der Parkseite (gegenüber der Bahnseite) mittiger Eingang und darüber großflächige Verglasungen, sowie aufwendigere Fassadengestaltung des Mittelrisalites (unter anderem mit durchgängigen balustradenartigen Brüstungsbereichen und zwischen die Fensteröffnungen gestellten geschosshohen Pilastern), ursprünglich über den Mittelrisaliten ebenfalls Balustraden (an der Schauseite mit mittiger Bekrönung) und auf dem Dach schmiedeeisernes Ziergitter, die Wirkung des Mittelrisalits zur Bahnseite durch die ursprünglich offenen und im zweiten Obergeschoss nicht überdachten Eckloggien (mit Brüstungsbalustraden und Pilastergliederung) tiefer, diese wohl 1925 mit der jetzt vorhandenen Verglasung versehen und die (Haupt-)Dachfläche darüber vorgezogen, die Eingangstür sowie, bis auf die Loggienverglasungen und die über dem Eingang, alle Fenster neu (erst nach 1989 wurden die wohl noch weitgehend intakten originalen Kastenfenster mit bauzeitlichen Beschlägen gegen die vorhandenen Kunststoff-Fenster ausgetauscht), in Dachmitte aufgesetzte, gestreckt und steiler walmdachförmige Oberlichtglasbedachung, die Dachdeckung ursprünglich Schiefer, das Innere mit zentralem, überaus großzügigem, von oben belichtetem Treppenhaus, in einer gründerzeitlich-jugendstiligen Mischung gestaltet, die Treppe mit weitem U-förmigem Auge, darüber eine dieser Form entsprechende Jugendstil-Bleiverglasung, zwei blumenumrankte schwebende Engel darstellend, schmiedeeisernes Treppengeländer, stuckierte Treppenuntersichten und Oberlichtrahmungen, kunststeinerne Stufen, Kunstmarmorsockel, Terrazzofußböden mit Mosaikeinlagen, im zweiten Obergeschoss mit vergoldetem Stuckrahmen eingefasstes, großes Wandgemälde, eine schweizerische Alpenlandschaft mit Stadt am See (vermutlich Luzern) darstellend, rechts im Vordergrund drei weiß gekleidete, blumenbindende Damen in Jugendstil-Manier (bezeichnet A. Wolff), im Eingangsbereich analoge Gestaltung, die Kunstmarmorgliederung jedoch raumhoch und an beiden Wänden auf Putz gemalte Wandbilder in Jugendstil-Manier, je eine junge Frau darstellend, an der zweiflügeligen Pendeltür zwischen Entree und Treppenhaus Verglasungen mit geätzten Ornamenten, soweit ersichtlich auch in den ehemaligen Wohnbereichen, heute (1999) Arztpraxen, Sozialstation und zum Teil wohl leer, vollständig erhalten originale baufeste Ausstattung (Deckenstuck, Türen, zum Teil mit Jugendstil-Verglasungen, Beschläge etc.). - Einfriedung: Die Südecke des Grundstücks mit gemauerter Ecke mit sandsteinerner Gliederung, Abdeckung und Bekrönungen, die übrigen Abschnitte mit zeittypischem, gut erhaltenem und stabilem schmiedeeisernem Zaun auf Sandsteinsockel, analog dem zugehörigen Fabrikgrundstück Robert-Koch-Straße 6 gestaltet, an den Einfahrten zum Teil erhaltene und zum Teil noch im Grundstück lagernde bekrönte Sandsteinsäulen, Tore und Türen fehlend, diese schmiedeeiserne Einfriedung nur die Villa auf den beiden Straßenseiten einfassend (Flrst. 91/4), entlang des anschließenden Gartens jüngerer Holzzaun. - Garten: Nach Nordwesten anschließender, parkartig gestalteter Garten, entlang der Flurstücksgrenze zwischen Flrst. 91/4 und 91/10 steile, nach Nordwesten abfallende Böschung, Grotte nördlich der Villa mit grottiertem Zulauf zum unterhalb der Böschung liegenden steingefassten Teich mit kleiner Insel. - Wertvoller Altbaumbestand: Sechs Blut-Buchen (Fagus sylvatica f. purpurea) rondellartig am Rand des Teich angeordnet, Baumreihen aus Winter-Linden (Tilia cordata) entlang der nordöstlichen und südwestlichen Grundstücksgrenze, außerdem Buchen (Fagus sylvatica), Berg-Ahorn (Acer pseudoplatanus), Spitz-Ahorn (Acer platanoides), Stiel-Eiche (Quercus robur) und Linde (Tilia spec.). Barackenartiger Bau nordwestlich der Villa und Einfamilienhaus im Norden des Grundstücks wirken als Störfaktoren. | 09238221 |
| Direkt Bild zu diesem Denkmal hochladen | Vestibül der Fabrik (nordöstlicher Eingang) mit Raumarchitektur und Stuckdecke, versehen mit drei stuckgerahmten Wandbildern (Ölmalerei auf Gipsgrund) | Robert-Koch-Straße 5 (bei) (Karte)          | 1902                                  | Wandbilder von G.Peter, industriegeschichtlich und ortsgeschichtlich von Bedeutung. - 1.) Ansicht der Fabrikanlage mit den beiden Villen, nach Fotos (von 1902), - 2.) Idealvedute orientalische Landschaft (Orte der Handelsbeziehungen), Handel mit Produkten aus Thalheim, - 3.) Fragmentarische Ansicht, Fabrikanlage mit Villen. | 09306478 |
| Direkt Bild zu diesem Denkmal hochladen | Wohnhaus in offener Bebauung, mit Einfriedung und Baumreihe                                                                                            | Robert-Koch-Straße 6 (Karte)                | 1890                                  | Historisierender Putzbau, Teile der stattlichen Anlage der ehemaligen Strumpffabrik Bruno Neukirchner, in gestalterischem Zusammenhang mit der zugehörigen Fabrikantenvilla (Nummer 5) stehendes, mit der Schauseite entlang der Bahnstrecke angeordnetes Ensemble, bauhistorisch und ortsgeschichtlich von Bedeutung. - Wohnhaus: Zweigeschossiger massiver Putzbau über gedrungen rechteckigem Grundriss mit sechs mal viet Fensterachsen, straßenseitig flach vorspringendem zweiachsigem übergiebeltem Mittelrisalit und mäßig geneigtem überstehendem Satteldach, Bruchsteinsockel, um alle Fenster und Türen originale Werksteingewände, über der Tür und im Obergeschoss mit gerade profilierten Verdachungen, in Obergeschoss-Brüstungshöhe umlaufendes, leicht profiliertes Gurtgesims, Eingang leicht eingezogen mit fünfstufiger Freitreppe und Segmentbogensturz am in der Fassade liegenden Gewände, Freigespärre mit geschweift gesägten Pfetten und Sparrenenden, am Mittelrisalit mit Zierfachwerk (Rundbogenmotiv), in den Giebeln jeweils ein Rundfenster, zum Teil originaler Fensterbestand, Tür, Putz und Dachdeckung jünger (DDR-Zeit), wohl erstes Wohnhaus des Fabrikanten Bruno Neukirchner, zeitgleich mit dem benachbarten, ersten Fabrikbau von den Erbauern der Thalheimer Kirche (Gebrüder Uhlig) errichtet. - Einfriedung: Wohl im Zusammenhang mit dem 1902 erfolgten Bau der Villa (Robert-Koch-Straße 5) entlang der gesamten Bahnseite des Fabrikgeländes errichteter und von einer innerhalb des Fabrikgeländes gepflanzten Reihe kleinkroniger Ahornbäume begleiteter, schmiedeeiserner Zaun in gründerzeitlicher Form auf flachem Sandsteinsockel, Zaun in überwiegend gutem Zustand (1999), Baumreihe mit wenigen Lücken, - Ehemaliger Fabrikgarten: Wohl ebenfalls im Zusammenhang mit dem 1902 erfolgten Bau der Villa und des östlichen Fabrikgebäudes, von dessen übergiebeltem nördlichem Seitenrisalit der rückseitig begrenzt wird, angelegt, Wegesystem noch nachvollziehbar, Teile der Bepflanzung sowie kunststeinerne Bassineinfassung erhalten. | 09238216 |
|                                         | Wohnhaus in offener Bebauung, mit Einfriedung und Hofpflasterung                                                                                       | Salzstraße 3 (Karte)                        | bezeichnet 1877                       | für den Kaufmann Ernst Köhler errichteter und später zeittypisch und ansprechend überformter Putzbau in zentraler Lage, baugeschichtlich von Bedeutung. Zweigeschossiger massiver Putzbau über gedrungen rechteckigem Grundriss mit sechs mal viet Fensterachsen, Drempel, steil bis mäßig geneigtem, überstehendem und ausgebautem Satteldach sowie straßenseitigem massivem und mittig angeordnetem zweiachsigem Dacherker, die Fassaden und der Dacherker mit schlichter und ausgewogener Putzgliederung mit abgerundeten Gebäudeecken, die volutenartig enden, daran anschließenden genuteten Ecklisenen, Gurtbändern in Erdgeschoss-Brüstungshöhe und oberhalb des Obergeschosses, einfachen in den Achsen angeordneten Spiegeln zwischen den Geschossen, Fensterfaschen, Sockelabsetzung und relativ weit ausladender Voute im verkröpften Traufbereich, die mittleren beiden Achsen durch den profilierten Dreiecksgiebel und die analog dem Baukörper gestalteten Ecken des Dacherkers sowie durch die gerade gemeinsame Verdachung der gekuppelten Obergeschoss-Fenster und die portikusartige Türrahmung betont, Tür- und Fensterbestand wohl aus der Umgestaltungsphase (1921), das Dach mit zwei stehenden Gaupen seitlich des Dacherker und mit neuer altdeutscher Schieferdeckung, Gebäude im Denkmalsinn saniert und mit ansprechender Farbfassung (auf dem wohl ursprünglichen Edelputz) versehen, schöne schmiedeeiserne Einfriedung und Granit-Hofpflasterung. | 09238294 |
|                                         | Wohnhaus in offener Bebauung, mit Einfriedung und Garten                                                                                               | Salzstraße 6 (Karte)                        | bezeichnet 1906                       | Abwechslungsreich gestalteter Putzbau mit Fachwerk-Elementen, für den Strumpffabrikanten C. F. Förster errichteter, repräsentativer Bau auf zentrumsnahem Eckgrundstück, im Innern reiche und qualitätvolle Jugendstilausstattung, künstlerisch, ortshistorisch und baugeschichtlich von Bedeutung. - Villa: Als „zwei Einfamilienwohngebäude mit gemeinschaftlichem Eingang“ (Zitat Bauzeichnung) errichteter, aus zwei sich an den Ecken überschneidenden Baukörpern mit jeweils nahezu quadratischem Grundriss zusammengesetzter, über hohem Sockel errichteter, zweigeschossiger massiver Putzbau mit ausgebautem stark gegliedertem Walmdach und durch Erker, Zwerchhäuser, verschiedene Giebelausbauten etc. verklärter Kubatur bzw. verspielter äußerer Gesamterscheinung, im Winkel zwischen den beiden Baukörpern repräsentative Eingangssituation mit Freitreppe, Podest und Foyer, davon abgehend zwei aufwändig gestaltete Treppenhäuser, Tür- und Fenstergewände in Sandstein, im Eingangsbereich mit reliefierten Bekrönungen (florale Jugendstildekoration mit weiblichem Kopf und Bezeichnung „1906“ in Putzstuck), im Sockel und in den Gefachen der mit Fachwerk ausgeführten Dachgeschoss-Ziergiebel und Erker, weiß glasierte Klinker, übrige Fassadenflächen ursprünglich reicher gegliedert (Gesimse und Fensterbekrönungen in ornamentiertem Putzstuck analog der erhaltenen Gestaltung im Eingangsbereich), jetzt mit erneuertem DDR-Putz, Dach ursprünglich mit roten Dachziegeln und spitzem Turmhelm links des Eingangs, jetzt mit Preolitschindeldeckung, vollständig, mit sämtlichen Beschlägen erhaltener Tür- und Fensterbestand, im Kapitellbereich der aufgehenden Fensterpfosten Blumenornamente in Jugendstilform, im Eingangseckbereich gerade Freitreppe und Podest mit originalem schmiedeeisernem Brüstungsgitter und Terrazzofußboden mit eingelegten zum Teil schadhaften Mosaiken (Friesrahmung, mittig angeordnete, zwei Krüge tragende Figur und seitlich derselben Spruchbänder „Grüss Gott/ Tritt ei(n) Bring Glück herein.“), die zwei Treppenhäuser und das Innere der Wohnungen mit vollständig erhaltener originaler baufester Ausstattung (zwei aufwändige hölzerne Treppenanlagen, Lambris, stuckierte Decken, im Eingangsbereich mit Bemalung, hohe Stuckmarmorsockel, Terrazzofußböden mit Mosaikeinlagen, großen und qualitätvollen Jugendstil-Bleiverglasungen (die eine weibliche Figur in weiter Flusslandschaft darstellend) über den Treppen, Türverglasungen aus Ätzglas, originale Tür- und Fensterbeschläge an den bauzeitlichen Türen usw.), - Einfriedung: In Anlehnung an das etwas aufwändigere Original mit weißen Klinkerpfeilern und schmiedeeisernen Gittern über zirka 30 Zentimeter hohem Betonsockel neu gestaltet (ursprünglich kleine Satteldachabdeckungen aus roten Dachziegeln auf den Pfeilern), - Garten: Originale Wegepflasterung in schwarz-weißem Kunststeinkleinpflaster sowie grundsätzliche Aufteilung erhalten, ursprünglich im Grundstückseckbereich vor dem Eingang Wasserbassin mit mittiger Plastik und Fontäne. | 09238217 |
| Direkt Bild zu diesem Denkmal hochladen | Villa mit Garten | Salzstraße 10 (Karte)                       | 1908, laut Bauakte                    | Villenartiges Wohnhaus des Baumeisters C. Max Dunger, in seinem Erscheinungsbild weitgehend original erhaltener Putzbau, mit Eckturm, ortsgeschichtlich von Bedeutung. Zweigeschossiger massiver Putzbau über nahezu quadratischem Grundriss mit hohem, ausgebautem, zur Türseite abgewalmtem Dachgeschoss, mit Giebel zur straßenseitigen Schaufassade, hoher Sockel in Klinkermauerwerk, übrige Bereiche wohl zur DDR-Zeit mit grobem Spritzputz versehen (ursprünglich wohl glatt?) und lediglich an der Straßenseite mit profilierten Gurtgesimsen zwischen Erdgeschoss/Obergeschoss und Obergeschoss/Dachgeschoss gegliedert, um die Fenster glattgeputzte Faschen, an der Süd- und Westecke jeweils gebäudehoher, separat überdachter und mit Knäufen versehener Standerker auf eckiger Grundfläche, an der Nordostseite angesetzter Windfang und überdachter Treppenaufgang mit vorgestelltem Säulenpaar am Antritt, Ostecke im Erdgeschoss verbrochen mit schmalem Fenster, zur Straße eingeschossiger segmentbogig ausbauchender flacher Standerker mit drei gekuppelten Rundbogenfenstern (das mittlere schmaler) mit zwei dazwischen stehenden Säulen und werksteingegliederten Brüstungen, Fenster, Dachdeckung, Stufen und anderes 1981 (bezeichnet in der Wetterfahne des südlichen Standerkers) erneuert. | 09238218 |
| Direkt Bild zu diesem Denkmal hochladen | Wohnhaus in offener Bebauung | Salzstraße 12b (Karte)                      | um 1900                               | Putzfassade mit Fachwerk-Zwerchhaus, nahezu vollständig original erhaltener, zeittypischer Mietshausbau, Beispiel für die gründerzeitliche Überformung des Ortes, baugeschichtlich von Bedeutung. Zweigeschossiger, massiver Putzbau mit straßenseitig mittigem Zwerchhaus und mäßig geneigtem Satteldach mit Überstand, Sockel in Klinkersichtmauerwerk, Fassade mit Kunststein-Fenstergewänden mit einfachen Rundprofilen, wohl original erhaltenem Glattputz und Zierfachwerk im Zwerchhausbereich, in den Brüstungsbereichen der beiden mittleren Obergeschoss-Fenster der Straßenseite Felder mit floralen Reliefs, Freigespärre an den Giebelseiten und dem Zwerchhaus mit Zierfachwerk (Rundbogenmotiv), straßenseitig mittiges Erdgeschoss-Fenster wohl ehemaliger Haupteingang, rückseitige, heutige Eingangstür jünger, Fensterbestand original mit Winterfenstern an fast allen Öffnungen erhalten, Dach mit je einer kleinen Schleppgaupe zu beiden Seiten des Zwerchhauses und mit Preolitschindeldeckung. | 09238215 |
| Direkt Bild zu diesem Denkmal hochladen | Häuserzeile in offener Bebauung | Schillerstraße 1; 2; 3; 4; 5 (Karte)        | 1921 laut Bauakte                     | Qualitätvolles Ensemble aus drei Gebäuden (Nummer 1, 2–4 und 5) mit dazwischenliegenden, eingeschossigen Verbindungsbauten, für die Gemeinde Thalheim nach Plänen des regional bekannten Architekten Paul Beckert errichtete Siedlungszeile mit Kleinwohnungen, gutes Beispiel für den 1920er-Jahre-Wohnungsbau, bauhistorisch und sozialgeschichtlich von Bedeutung. Symmetrisch angelegtes Ensemble aus drei Gebäuden mit dazwischenliegenden, eingeschossigen Verbindungsbauten, die Durchgänge besitzen und Nebenräume aufnehmen, der langgestreckte mittige und direkt an der Straße errichtete Hauptbau (Nummer 2, 3, 4) mit sechsachsigem, auf drei Geschosse erhöhtem und mit Walmdach versehenem mittleren Bereich und zu beiden Seiten flügelartig anschließenden dreiachsigen und zweigeschossigen Gebäudeteilen mit steilen Satteldächern, rückseitig jeder der drei Gebäudeteile mit separatem Eingang (jeweils mit kleinem, offenem Vorhäuschen), straßenseitig nur ein, in der Achse der Anlage liegender, gestalterisch betonter Haupteingang mit einer zwei Achsen breiten Rahmung in Naturstein-(Granit-)quadermauerwerk mit zwei schmalen Flurbelichtungsfenstern seitlich der Tür, gerader Verdachung und darüberliegendem, segmentbogig abgeschlossenem und türbreitem Oberlicht, vor dieser Eingangsrahmung Granitstufe mit Granitwangen auf denen je eine Kugel ruhte (nur eine erhalten), die Mittelachsen der beiden Flügel mit flachen, dreiseitig polygonal geschlossenen Standerkern über beide Geschosse, die mit separaten, unter den weit überstehenden Traufen ansetzenden flachen Verdachungen versehen sind, der ebenfalls in Granitquadermauerwerk gesetzte Sockel in gleicher Höhe durchlaufend und dadurch weit herausstehend, die Fassaden mit feinem originalem Spritzputz und seitlich der Fensteröffnungen (auch rückseitig) glattgeputzten und ursprünglich wohl farbig abgesetzten Flächen, die wohl Läden andeuten sollen, die Eingangstür jünger, der Fensterbestand zu etwa 40 % original (Galgenfenster mit Sechserteilung und relativ breitem äußerem Rahmen), die beiden seitlichen Gebäude (Nummer 1 und Nummer 5) zweigeschossig und von der Straße zurückgesetzt (dadurch vorgartenähnliche Freiflächen in den Grundstückseckbereichen) in analoger Gestaltung wie die seitlichen Flügel des Hauptbaues (auch mit rückseitigen Eingängen). | 09238290 |
| Direkt Bild zu diesem Denkmal hochladen | Villa mit Villengarten (Gartendenkmal) und Toreinfahrt                                                                                                 | Schulstraße 6b (Karte)                      | 1922–1923, laut Bauakte               | Stattlicher Putzbau mit Erker, mit ansprechender Innengestaltung, für den Fabrikanten Löffler errichtete Villa (Mitinhaber der Firma Löffler & Rudolph, Eisenhammer Thalheim), Reformstil-Architektur, bauhistorisch und ortsgeschichtlich von Bedeutung. - Villa: In Hanglage errichteter, symmetrisch angelegter, zweigeschossiger massiver Putzbau über gedrungen rechteckigem Grundriss mit talseitig weit herausragendem Sockelgeschoss und hohem, steilem und ausgebautem Walmdach mit verschiedenen Aufbauten, der Sockel in Granitpolygonalmauerwerk und mit relativ großen talseitigen Fenstern, an den beiden eingezogenen hangseitigen Gebäudeecken, mit geschweiften Mansardbedachungen versehene, offene Eingangsbereiche, an den beiden Schmalseiten halbrunde eingeschossige Standerker mit geschweiften Bedachungen, an der talseitigen Längsseite breit gelagertes Zwerchhaus und zweigeschossiger, fünfseitig geschlossener und durch Putzornamentik betonter Erker (Obergeschoss und Dachgeschoss) ebenfalls mit separater Bedachung, an der hangseitigen Längsseite etwas außermittig angeordneter Altan mit wintergartenartiger Verglasung im Erdgeschoss und Austritt im Obergeschoss, darüber in Fassadenmitte breite relativ flach übergiebelte Gaupe mit vier etwa quadratischen Fensteröffnungen, im Erdgeschoss Tür- und Fensteröffnungen bis auf den Altanbereich mit Rundbogen, die im Obergeschoss und Dachgeschoss mit geraden Abschlüssen, auf der Talseite in Zweier- und Dreiergruppen angeordnet, zu den Schmalseiten je eine einzeln stehende Rundbogengaupe, die Diele (Treppenhaus) hinter dem Altan durch hohe Rundbogenfenster ablesbar, der rötlich durchgefärbte Edelputz, der Tür- und Fensterbestand (Kastenfenster, im Erdgeschoss mit schöner rundbogiger Sprossung) und die baufeste innere Ausstattung (Stuckdecken, Holzpaneele, originaler Ofen, Fußböden, Türen und Fenster, Bleiverglasung in der Diele, Heizkörperverkleidung usw.) original erhalten, talseitig ein originales Fensterladenpaar, relativ weit überstehender Dachkasten, die separaten Bedachungen mit Kupferblech, das Hauptdach mit Asbestplatten gedeckt. - Garten: Wege zum Teil mit Granitkleinpflaster, zum Teil mit wassergebundener Decke, vom Tor zum Haus alleeartige Bepflanzung, - Toreinfahrt: Originale Torpfeiler aus Granitmauerwerk erhalten, zahlreiche große Bäume aus der Gartenanlagezeit. | 09238275 |
| Direkt Bild zu diesem Denkmal hochladen | Wohnhaus in offener Bebauung, mit Garten (Gartendenkmal), Einfriedung und Toranlage                                                                    | Stollberger Straße 47 (Karte)               | 1927–1928, laut Auskunft              | Als Gästehaus für den Strumpffabrikanten Görner errichteter Holzfertigteilbau der bekannten Firma Christoph & Unmack (Niesky), zeittypisch gestalteter, qualitätvoller und mit Umfeld erhaltener Bau, architekturhistorisch und ortsgeschichtlich von Bedeutung. Wohl als Zweifamilienhaus geplanter Fertigteilbau mit ursprünglich zwei separaten Einheiten (hier ehemals für Firmengäste und Dienstpersonal genutzt), aus an den Ecken überkämmten Bohlen gefügter massiver Holzbau auf Klinkermauerwerksockel mit südostseitig ein und nordwestseitig zwei Geschossen sowie steilem Satteldach mit stark abgewinkelten Dachfüßen, die Eckverkämmungen der Bohlen sind jeweils nach oben breiter werdend gesägt, an der SO-Seite vorgelagerte, gebäudelange Terrasse mit drei umlaufenden Klinkerstufen und vorgezogener Überdachung, die in zwei mal zwei Joche gegliedert ist (dazwischen Trennwand), der Fußboden mit geometrischer Klinkergliederung, an der NO- und der SW-Seite im Obergeschoss mächtige, baugleiche Balkone mit Zierverbretterung in den Brüstungen, kräftig gestuften, profilierten Kranzgesimsen an den oberen Abschlüssen und darüber auf Balkonvorderkante vorgezogenen Giebeldreiecken, zwischen Brüstung und Gesims je sechs gestuft gesägte Stütz-(oder Hänge-)Hölzer mit knaggenartig angeordneten, jeweils in Jochmitte rechtwinklig zusammenlaufenden Brettern, die NW-Seite bis unter eine fast gebäudebreite Dachschleppe zweigeschossig hochgezogen, im Erdgeschoss zwei Eingänge mit geraden Freitreppen und kleinen Vorhäuschen vor den Ecken, dazwischen zwei und im Obergeschoss vier Fenster, der Fensterbestand etwa nach originalem Vorbild erneuert (Stand 1999), an allen Fenstern wohl noch originale Schiebeläden mit Lamellen, das Dach mit zweifenstriger Schleppgaupe nach Südosten mit neuer Schieferdeckung, die Giebeldreiecke (um die Balkone) mit Asbestplattenverkleidung. Garten: das große umgebende Grundstück mit weitgehend bauzeitlichem Baum- und Wegebestand, typisch bauzeitliche Einfriedung (Kunststeinzaunpfosten und hölzerne Zaunfelder mit Abdeckung über den Latten) mit Torpfeilern in Klinkermauerwerk mit originalen Lampenaufsätzen. | 09238299 |
|                                         | Methodisten-Kirche, mit Vorgarten und Einfriedungspfeilern                                                                                             | Tannenstraße 4 (Karte)                      | 1929–1930 (Kirche)                    | Relativ schlichtes Sakralgebäude in zeittypischer, expressionistisch beeinflusster Gestaltung, baugeschichtlich und kirchengeschichtlich von Bedeutung. Auf Eckgrundstück zur Kleiststraße errichteter, relativ bescheidener und schlichter, massiver und verputzter Kirchenbau über gedrungen rechteckigem Grundriss mit recht stattlichem, im Winkel dazu angebautem Eingangsvorbau zur Tannenstraße sowie mäßig bis steil geneigtem Satteldach und kleinem, mit einem vergoldeten Kreuz bekrönten viereckigen Dachreiter mit kleiner Pyramidendachspitze am östlichen Dachende, der Sockel, die Torpfeiler, die Rahmung des Eingangs und ein etwas vorspringender, separat übergiebelter risalitartiger Mauerbereich an der Westseite in relativ kleinteiligem Granitquadermauerwerk, Außenputz wohl original mit einfachen glatten Fasen um die mitsamt den Brüstungsbereichen etwas zurückliegenden und dadurch stärker vertikal wirkenden Fenster, die schöne relativ aufwändig expressionistisch gestaltete, repräsentative zweiflügelige Eingangstür mit dreieckigem, strahlenförmig gesprosstem Oberlicht zirka ein Meter in den Vorbau zurückgesetzt, davor sechsstufige Freitreppe aus Granitwerksteinen mit seitlichen Natursteinmauern, Vorbau mit sehr spitzem Giebel und weit oben mit deutlichem „Knick“ ansetzenden Aufschieblingen, schlichte, relativ kantige und verkröpfte Traufgesimse, das Dach mit den kleinen Dreiecksgaupen auf dem Langhaus und mit dem Dachreiter schiefergedeckt, die Fenster wohl jünger. | 09238282 |
| Direkt Bild zu diesem Denkmal hochladen | Wohnhaus in halboffener Bebauung (ohne anschließendes Fabrikgebäude)                                                                                   | Uferstraße 9 (Karte)                        | 1920, laut Bauakte                    | Für den Fabrikanten C. F. Drechsel errichteter zeittypischer Putzbau in ansprechender Gestaltung, original erhaltenes Treppenhaus, baugeschichtlich von Bedeutung. Über gedrungen rechteckigem Grundriss errichteter, stattlicher zweigeschossiger massiver Putzbau mit ausgebautem Mansarddach, breit gelagertem, über das Obergeschoss und das Dachgeschoss reichendem Erker am straßenseitigen (westlichen) Schaugiebel sowie an der südlichen Fassade flachem, ebenfalls relativ breitem und etwas außermittig angeordnetem, übergiebeltem Mittelrisalit, einfache profilierte Gesimsgliederung im Brüstungsbereich der Fenster des ersten Obergeschoss und um die mächtigen, relativ steilen Giebeldreiecke in denen, bis auf das etwas kleinere über dem Erker, mittig ovale Fenster sitzen, im 1. Obergeschosses relativ breite, noch original erhaltene Kastenfenster (1999), Asbestplattendachdeckung, zur Uferstraße ein unmaßstäblicher Schaufenstereinbau, im Inneren vollständig erhaltenes originales Treppenhaus mit Türen inkl. Drückergarnituren, Fußbodenplatten, hölzerner Einbautreppe und schöner Lambris mit geschwungen verlaufender Oberkante. | 09238249 |
| Direkt Bild zu diesem Denkmal hochladen | Wohnhaus in offener Bebauung und in Ecklage, mit Einfriedung                                                                                           | Uferstraße 11 (Karte)                       | 1912, laut Bauakte                    | Für den Strumpffabrikanten Heinrich Drechsel in ortsbildprägender Ecklage errichteter, zeittypischer Putzbau, mit Anklängen an den Reformstil, baugeschichtlich von Bedeutung. Zweigeschossiger massiver Putzbau über nahezu quadratischem Grundriss mit ausgebautem, zum Teil abgewalmtem Mansarddach und, zu den beiden Straßenseiten, risalitartig vortretenden Giebeln, Sockel aus unregelmäßigen Granitquadermauerwerk, nach Süden zweigeschossiger hölzerner Wintergartenanbau, nach Westen zweigeschossiger, massiver Standerker, im Eckbereich zwischen den Giebeln hölzerner, ursprünglich wohl offener Balkon im Obergeschoss und über dem Eingang kleines Vordach, an allen Seiten originaler Kratzputz mit wenigen schlichten Putzspiegeln in einigen Brüstungsbereichen, die beiden Giebeldreiecke verschiefert und die darunterliegenden Fenster mit wohl feststehenden ornamental bemalten Läden und, auf der Nordseite, Jalousieschürzen aus verziert gestanztem Blech, das Dach und die Ausbauten mit originaler Biberschwanzdoppeldeckung, alle Türen und Fenster sowie die ersichtliche baufeste Ausstattung im Innern (schmiedeeisernes Treppengeländer usw.) original erhalten (1999), der Hof mit Granitpflaster, der Fußweg mit Klinkerplatten (Würfelmotiv) bauzeitlich befestigt, von der originalen Einfriedung der Sockel in Granitquadermauerwerk und Teile des zugehörigen hölzernen Zauns erhalten. | 09238244 |
| Direkt Bild zu diesem Denkmal hochladen | Wohnhaus in offener Bebauung und in Ecklage | Uferstraße 17 (Karte)                       | bezeichnet 1889                       | Einer der wenigen gründerzeitlichen Wohngebäude mit Fachwerk-Obergeschoss im Ort, schöne originale Tür, bildprägende Lage, baugeschichtlich von Bedeutung. Zweigeschossiger, in Ecklage errichteter Bau über gedrungen rechteckigem Grundriss mit ausgebautem Drempelgeschoss, Zwerchhaus zur Hauptstraße und mäßig geneigtem, überstehendem Satteldach, Erdgeschoss massiv mit jüngerem Putz und Spaltklinkersockel, Fenster mit Segmentbogenstürzen, straßenseitig mittig schönes klassizistisches Türgewände mit einfacher Verdachung (bezeichnet: „18 E. W. Drechsel 89“) und originaler zweiflügeliger Tür, Obergeschoss Fachwerk, straßenseitig sichtig mit aufgesetzten profilierten Leisten um die Gefache, an den Giebelseiten verschiefert, Dach mit geschweift gesägten Sparren- und Pfettenenden und neuer Schieferdeckung. | 09238243 |
| Direkt Bild zu diesem Denkmal hochladen | Wohnhaus in halboffener Bebauung, zwei Nebengebäude zum Hof, Einfriedungsmauer, Toranlage und zwei Hofbäume                                            | Untere Bahnhofstraße 21 (Karte)             | 1904 laut Auskunft                    | Weitgehend original erhaltenes Ensemble eines innerstädtischen Gehöfts mit ehemaligem Kohlehandel, gutes Beispiel für die gründerzeitliche Bebauung des Ortes, bauhistorisch und ortsentwicklungsgeschichtlich von Bedeutung. - Wohnhaus: Zweigeschossiger, als Doppelhaus mit Nummer 21a errichteter massiver Bau mit steil bis mäßig geneigtem Satteldach und straßenseitigem, zweiachsigem Zwerchhaus, Sockel aus polygonalem Naturstein-Mauerwerk mit Kellerfenstergewänden aus Hilbersdorfer Porphyrtuff, Straßenfassade mit jüngerer, reduzierter Verputzung im Erdgeschoss und Klinkerverblendmauerwerk im Obergeschoss sowie im Zwerchhausgiebel, Fenstergewände und Fensterverdachungen, Traufbereich und Giebelabschluss aus profilierten oder einfach ornamentierten Werksteinen, hofseitige Fassade mit überwiegend erhaltener originaler Putzgliederung mit Nutung im Erdgeschoss und profilierten Gurtgesimsen zwischen den Geschossen, Tür- und Fenstergewände analog denen der Straßenfassade, rückwärtige Fassade mit einfacher glatter Verputzung und ohne Werksteingewände, an der Hofseite originale zweiflügelige Eingangstür, insgesamt überwiegend originaler Fensterbestand (1999 - Galgenfenster mit einfacher Kämpferzier) erhalten, Dach mit Preolitschindeldeckung. - Stallscheune: Mit der vollständig massiven Rückwand aus Ziegelmauerwerk auf der bruchsteinernen Bachmauer errichteter, zweigeschossiger Bau mit massivem Erdgeschoss, verbrettertem wohl in Fachwerk ausgeführtem Obergeschoss und Krüppelwalmdach, originaler Fensterbestand mit einfacher Sechserteilung, Dach mit Preolitschindeldeckung, Gebäude eventuell etwas älter als das Wohnhaus (?). - Nebengebäude: Wie auch das Wohnhaus direkt an der Straße errichteter, ursprünglich wohl eineinhalbgeschossiger massiver Bau, der vermutlich nachträglich mit einem verbretterten Fachwerkaufsatz erhöht und mit einem mäßig geneigten Walmdach abgeschlossen worden ist, massiver Bereich verputzt und mit einfacher gelber Klinkergliederung (horizontale Bänder, Eckbetonung und Fensterrahmungen) gestaltet, originaler Fensterbestand, Dach mit Preolitschindeldeckung. - Torpfeiler: Gemauert mit je einer kunststeinernen Kugelbekrönung. | 09238210 |
| Direkt Bild zu diesem Denkmal hochladen | Wohnhaus in halboffener Bebauung und in Ecklage, mit seitlicher Einfriedungsmauer                                                                      | Untere Bahnhofstraße 21a (Karte)            | bezeichnet 1904                       | Mit Laden, historisierende Klinkerfassade in ortsbildprägender Ecklage, Beispiel für die gründerzeitliche Überformung des Ortes, baugeschichtlich von Bedeutung. In Ecklage, als Doppelhaus mit Nummer 21 errichteter zweigeschossiger Bau mit steil bis mäßig geneigtem Satteldach und verbrochener, auf drei Geschosse erhöhter Ecke, an die jeweils zweiachsige Zwerchgiebel anschließen, Sockel aus polygonalem Naturstein-Mauerwerk mit Kellerfenstergewänden aus Hilbersdorfer Porphyrtuff, straßenseitig als Schaufassaden gestaltete Ansichten mit Putznutung im Erdgeschoss, profilierten Gurtgesimsen zwischen den Geschossen sowie in Obergeschoss-Brüstungshöhe und Klinkerverblendfassade im Obergeschoss sowie in den Zwerchgiebeln, Obergeschoss-Fenstergewände und -verdachungen, Traufbereich und Giebelabschluss mit aufwändigerer Bekrönung profiliert bzw. einfach ornamentiert aus Hilbersdorfer Porphyrtuff, Rückseite schlicht glatt verputzt und ohne Werksteingewände, im Erdgeschoss-Bereich der Ecke und zur Unteren Bahnhofstraße jüngere Verputzung ohne Gliederung und wohl vergrößerte Fensteröffnungen, hofseitige Eingangstür sowie Fensterbestand original erhalten, Dach mit Preolitschindeldeckung, zur Grundstraße originale Einfriedung in Ziegelmauerwerk mit Dachziegelabdeckung auf den Pfeilern und auf den dazwischenliegenden Mauerabschnitten. | 09238211 |
| Direkt Bild zu diesem Denkmal hochladen | Wohnhaus in offener Bebauung, mit Einfriedung, Toreinfahrt und Garten                                                                                  | Untere Bahnhofstraße 32 (Karte)             | im Kern 1877, laut Bauakte            | Für den Strumpffabrikanten Gustav Rudolph ansprechend umgestalteter, villenartiger Putzbau in bildprägender Lage, gutes Beispiel für ein in der Blütezeit der 1920er Jahre überformtes gründerzeitliches Gebäude, baugeschichtlich von Bedeutung. In Ecklage zur Robert-Koch-Straße errichteter, zweigeschossiger massiver Putzbau über nahezu quadratischem Grundriss mit hohem, ausgebautem mansardartigem Dach, zur Unteren Bahnhofstraße mittiger Obergeschoss-Erker mit Putzornamentik in Art-déco-Manier und nach Osten (zum bahnseitigen Garten) zweigeschossiger massiver Wintergartenanbau, beides mit separat unter dem weit überstehenden Traufbereich mit flachem Karniesprofil ansetzenden Verdachungen, Fassadengliederung mit Putzgesimsen und -profilierungen, wuchtige, schräg einschneidende Steinputztürrahmung, repräsentative zweiflügelige Eingangstür mit quadratischen, diagonal gesprossten Glasfüllungen aus der Umbauzeit erhalten, Fensterbestand neu mit originaler Gliederung, das Dach mit einigen stehenden Gaupen im unteren und kleinen Dreiecksgaupen im oberen Bereich teils mit Eternit, teils mit Preolit gedeckt, im Inneren (Treppenhaus) Sockelfliesen aus der Umbauzeit, der Garten mit granitgefasstem Teich, wohl originalem Baum- und Strauchbestand und gründerzeitlicher, schmiedeeiserner Einfriedung auf Granitsockel mit schönem zugehörigem Tor erhalten. | 09238214 |
|                                         | Postgebäude in offener Bebauung, mit Garage | Untere Bahnhofstraße 32b (Karte)            | bezeichnet 1937                       | Original erhaltener zeittypischer Bau im traditionalistischen Stil der Zeit, bauhistorisch und ortsgeschichtlich von Bedeutung. Postgebäude: parallel zur Bahnstrecke in einer Flucht mit dem 1920 neu gebauten Bahnhof errichteter, zweigeschossiger massiver Putzbau mit hohem Walmdach, der Sockel und die anschließenden Mauern in schiefrigem Quadermauerwerk, an den Laibungen der segmentbogig abschließenden Eingänge scharrierte, außen etwas überstehende Kalksteinplatten, um die gedrungen hochrechteckigen Fensteröffnungen schmale glatte Putzfaschen, die Flächen mit originalem Kratzputz, sämtliche Erdgeschoss-Öffnungen mit bauzeitlichen schmiedeeisernen Schutzgittern, über dem Eingang original eiserner Schriftzug „Postamt“, originale Dachgestaltung mit Fledermausgaupen und originaler altdeutscher Schieferdeckung, in diese auch einer der Schornsteine einbezogen, im Traufbereich großes kantiges und glattgezogenes Putzgesims, Eingangsstufe Granit, etwa zur Hälfte originaler Fensterbestand (1999), originale Türen und fast vollständig originales Inneres (Fußboden, Türen und anderes), im Bereich der Garagen bereits jüngere Fenstervergrößerungen. | 09238254 |
| Direkt Bild zu diesem Denkmal hochladen | Ehemalige Schule (ohne östliche Erweiterung), später Wohnhaus in halboffener Bebauung                                                                  | Untere Hauptstraße 1 (Karte)                | 2. Hälfte 18. Jahrhundert             | Mit Ladeneinbau, Obergeschoss Fachwerk verkleidet, stattlicher Bau in ortsbildprägender Lage, eines der wenigen älteren Gebäude im Zentrumsbereich, als ehemalige Schule von hohem ortsgeschichtlichem Wert, zudem baugeschichtlich von Bedeutung. Zweigeschossiger relativ breit gelagerter Bau mit steilem und hohem Krüppelwalmdach, sechs Fensterachsen an der Trauf- und fünf Fensterachsen an der Giebelseite, das Erdgeschoss massiv, im Wohnteil durch Ladennutzung veränderte Öffnungen (zusätzliche Tür und ein Schaufenster), jedoch noch einige originale Werksteinfenstergewände aus Hilbersdorfer Porphyrtuff an Giebel- und Rückseite erhalten, das Fachwerk-Obergeschoss sowie das Giebeldreieck asbestplattenverkleidet, jedoch mit originalen Fensteröffnungsgrößen (auf historischer Aufnahme noch sichtiges regelmäßiges und strebenreiches Fachwerk), der Traufbereich mit barockem hölzernem Profil, das Dach mit einzeln stehenden Gaupen und Preolitschindeldeckung, die Erdgeschoss-Fensterlaibungen (innen) mit Korbbogenstürzen. | 09238295 |
| Direkt Bild zu diesem Denkmal hochladen | Wohnhaus in offener Bebauung | Untere Hauptstraße 22 (Karte)               | bezeichnet 1880                       | Obergeschoss Fachwerk verkleidet, zeit- und landschaftstypischer Bau, Teil der vorgründerzeitlichen Bebauung des Ortes, baugeschichtlich von Bedeutung. Zweigeschossiger Bau mit vier mal zwei Fensterachsen und mit Satteldach, Erdgeschoss massiv mit Tür- und Fenstergewänden aus Werkstein, das Türgewände mit gerader Verdachung, Zahnschnittfries und Bezeichnung (Name, No., Baujahr): „...1880“, das Fachwerk-Obergeschoss straßenseitig mit schöner Zierverschieferung, alle Fensteröffnungen in originaler Größe, die Giebelseiten im Obergeschoss und Dachgeschoss sowie das Dach mit seinen zwei einfachen stehenden, straßenseitigen Gaupen mit Asbestplatten, originale zweiflügelige Eingangstür mit zwei mal vier Füllungen an der nördlichen Giebelseite sowie überwiegend originaler Fensterbestand (Kreuzstockfenster mit erhöhtem Kämpfer), im Erdgeschoss mit Winterfenstern, erhalten (1999). | 09238297 |
| Direkt Bild zu diesem Denkmal hochladen | Wohnhaus in offener Bebauung, mit Heiste und Einfriedung                                                                                               | Untere Hauptstraße 23 (Karte)               | um 1800                               | Obergeschoss Fachwerk verschiefert, weitgehend authentisch erhaltener zeit- und landschaftstypischer Bau mit relativ seltenem Erdgeschossfachwerk, Teil der vorgründerzeitlichen Bebauung des Ortes, baugeschichtlich von Bedeutung. Zweigeschossiger langgestreckter Bau mit kurzem, im Winkel dazu errichtetem straßenseitigem Anbau und Krüppelwalmdach, Erdgeschoss im südlichen Abschnitt sichtiges Fachwerk (wohl Ständerbohlenkonstruktion), im nördlichen Abschnitt mit Anbau massiv, wohl jüngere relativ breite zweiflügelige Eingangstür mit Werksteingewände, Obergeschoss Fachwerk, straßenseitig mit historischer, am Giebel des Anbaus mit Zierornamentik versehener Verschieferung (wohl um 1900), originale Fensteröffnungsgrößen, Fensterbestand zum Teil um 1900, zum Teil jünger (1999), Dachdeckung südlicher Giebel und nördliches Giebeldreieck mit Asbestplattenverkleidung, Heistenstützmauer aus schiefrigem Naturstein, darauf einfacher schmiedeeiserner Zaun mit überwiegend erhaltenen granitenen und zum Teil kunststeinernen Zaunsäulen. | 09238259 |
| Direkt Bild zu diesem Denkmal hochladen | Wohnhaus in offener Bebauung | Untere Hauptstraße 26b (Karte)              | um 1900                               | Historisierende Putzfassade, zeittypischer Mietshausbau aus der Phase der gründerzeitlichen Überformung des Ortes, baugeschichtlich von Bedeutung. Zweigeschossiger massiver Putzbau auf flachem Sockel aus unregelmäßigem Schichtenmauerwerk und Kunststein-Eckquaderung, übergiebelter Mittelrisalit, Satteldach mit Überstand, Freigespärre mit profilierten Pfettenenden, zwei schmale Gaupen, Risalitgiebel mit Rundfenster und ebenfalls Freigespärre, Schieferdeckung, an der gesamten Fassade originaler Putz mit gliedernder Nutung an den Ecken und zwischen den Geschossen, über den Fenstern verschiedene Putzreliefs und Putzbänder sowie Verdachungen, Fenster erneuert. | 09238260 |
| Direkt Bild zu diesem Denkmal hochladen | Fabrikanten-Wohnhaus in offener Bebauung, mit Einfriedung, Toreinfahrt, Garten und Wegepflasterung                                                     | Untere Hauptstraße 35 (Karte)               | 1922–1923, laut Bauakte               | Mit schöner zeittypisch gestalteter Putzfassade, für den Strumpffabrikanten Viktor Görner errichteter, repräsentativer und qualitätvoller Bau, zwischen Reform- und Art-Déco-Stil, im gleichen Stil gehaltene Innenausstattung, künstlerisch sowie bauhistorisch und ortsgeschichtlich von Bedeutung. Zweigeschossiger massiver Putzbau auf annähernd quadratischem Grundriss mit hohem Sockel aus unregelmäßigen Granitquadern und Gesims, im Sockel Rundbogenfenster und Rundbogeneingang mit Schlussstein, flankierend Pfeiler mit halbplastischen Vasen, übergiebelter Mittelrisalit, an der Südseite polygonaler Standerker, ausgebautes Mansardwalmdach, rückwärtige Freitreppe (Granit) zum Treppenhaus, originaler, rotocker eingefärbter Edelputz mit qualitätvoller und aufwändiger, zum Teil ornamentaler Gliederung an Risalit und Erker und in den Fensterachsen, fast vollständig originaler Fensterbestand, (Rundbogenfenster mit strahlenförmig gesprosstem Oberlicht und Rechteckfenster mit Kreuzstock, 12-teilig gesprosst), bauzeitliche, zweiflügelige Haustür, komplett erhaltene Innenausstattung im Treppenhaus (Granitstufen, Holzgeländer, Bleiglasfenster, Wohnungstüren, kunststeinverkleidete Wände usw. und in den Wohnungen Parkett, Stuckdecken in Art-déco-Formen, Türen usw.), Einfriedung mit mächtigen Granitpfeilern und schmiedeeisernen Zaunsfeldern. | 09238261 |
| Direkt Bild zu diesem Denkmal hochladen | Wohnhaus in offener Bebauung | Wiesenstraße 11 (Karte)                     | bezeichnet 1755                       | Obergeschoss Fachwerk verschiefert, weitgehend original erhaltener zeit- und landschaftstypischer Bau, Beispiel für den vorgründerzeitlichen Charakter des Orts und die alte Ortsstruktur, baugeschichtlich von Bedeutung. Zweigeschossiger, relativ breit gelagerter Bau mit steilem Satteldach, Erdgeschoss massiv (wohl nachträglich unterfahren?) mit klassizistischem Tür- und Fenstergewände (?) in Werkstein (überstrichen), Obergeschoss-Fachwerk verkleidet, zum Teil verschiefert (im Giebel mit Rahmungen), originale Fensteröffnungsgrößen, Tür- und Fensterbestand neu, Eingang von der Bachseite, an der Rückseite kleiner eingeschossiger Anbau, wohl ehemals Backofen, Dachdeckung Preolitschindeln, zur Bachseite drei stehende kleine Gaupen in zwei Reihen gestaffelt. | 09238233 |
| Direkt Bild zu diesem Denkmal hochladen | Villa und Villengarten (mit Treppen und Stützmauern) sowie Toranlage                                                                                   | Zwönitztalstraße 8 (Karte)                  | 1936–1938                             | Für den Strumpffabrikanten Ernst Albert Schletter errichteter, stattlicher und zeittypischer Putzbau in erhöhter, ortsbildprägender Lage, baugeschichtlich und ortshistorisch von Bedeutung. - Villa: In Hanglage errichteter, zweigeschossiger massiver Putzbau über gedrungen winkelförmigem Grundriss, straßen(tal-)seitig symmetrische Gestaltung und breit gelagerte Erscheinung durch die beiden, an die Gebäudeecken mit Verschrägung angefügten, recht stattlichen, bis zur Traufe reichenden und in die Dachlandschaft einbezogenen Standerker sowie durch das hohe Walmdach, der bis an die Erdgeschoss-Brüstung reichende Sockel in polygonalem Bruchstein-Mauerwerk, das nur talseitig zum Wohnen genutzte Erdgeschoss mit rundbogigen Öffnungen, die Obergeschoss-Fenster gerade abgeschlossen, zum Teil breit gelagert und sämtlich mit Läden, verschiedene Fensteröffnungen mit schmiedeeisernen Gittern, originaler Glattputz mit schmalen Faschen um alle Öffnungen und leicht abgesetztem, einfach gekehltem Traufbereich erhalten, schöne originale Haupteingangstür mit Ziergitter in scharrierter, rundbogiger Steinputzrahmung erhalten, davor dreistufige halbrunde Freitreppe, alle übrigen Türen und Fenster ebenfalls original, das Dach mit breit gelagerten Schleppluken zu allen Seiten mit Preolitschindeldeckung, im Innern originale baufeste Ausstattung erhalten (unter anderem neubarocke Verzierungen an den Heizkörperverkleidungen, Treppenanfängen etc., Farbglasfenster, Fliesen, Bodenplatten, Paneele usw.), zum Teil durch Nachwendetapezierungen und -verkleidungen verdeckt, im winkelförmig zur Hangseite weisenden Gebäudeteil originaler Garageneinbau, darüber wohl Fahrer- und Bedienstetenwohnung. - Garten: Im Garten einige Treppen, Stützmauern und befestigte Flächen in schiefrigem Granit, ebenso die gemauerten Torpfeiler (der eine mit originalem Lampenaufsatz). | 09238292 |
| Direkt Bild zu diesem Denkmal hochladen | Wohnhaus und Seitengebäude eines Hammergutes | Zwönitztalstraße 30 (Karte)                 | im Kern bezeichnet 1819               | Zur ehemaligen Hammermühle/Eisenhammer gehörender Hof mit zeittypischen Gebäuden in Fachwerkbauweise, in schöner Lage am Ausgang eines Tales, ortsgeschichtlich von Bedeutung. - Wohnhaus: Zweigeschossiger Bau über gedrungen rechteckigem Grundriss mit Drempel, ausgebautem Dachgeschoss und überstehendem, mäßig geneigtem Satteldach, das Erdgeschoss massiv, verputzt und wohl schon ohne Stallteil mit Tür- und Fenstergewänden aus Werkstein errichtet, der Türsturz mit gerader Verdachung und Schriftfeld: „No. 41/B/1819“ (die aufgemalte Schrift erst jünger – wohl 1819 statt 1879?), das Fachwerk-Obergeschoss bis auf die verschieferte rückwärtige Giebelseite sichtig (typisches Industriefachwerk mit sich kreuzenden stockwerkshohen Streben) und mit originalen Fenstergrößen (zum Teil zugesetzt), die Pfetten- und Sparrenenden sowie das Ortgangbrett geschweift gesägt, das Dach mit Preolitschindeldeckung, gründerzeitliche zweiflügelige Eingangstür mit davorliegender überdachter Freitreppe, die Fenster jünger und ohne Sprossung, lediglich im Drempelbereich über der Haustür noch zwei rhombenförmige Fenster mit schönen Ziersprossen in Blütenform. - Stallscheune: Erdgeschoss verputztes schiefriges Bruchstein-Mauerwerk, das Dachgeschoss mit Drempel in verbretterter Fachwerk-Konstruktion (wohl Heuboden), die Dachgestaltung analog der des Wohnhauses. | 09238291 |